# Espéranto
Pour les articles homonymes, voir Espéranto (homonymie).
L'espéranto est une langue construite internationale utilisée comme langue véhiculaire par des personnes provenant d'au moins 120 pays à travers le monde, y compris comme langue maternelle. N'étant la langue officielle d'aucun État, l'espéranto vise à établir un pont neutre entre cultures ; certains locuteurs nomment « Espérantie » la zone linguistique formée des lieux géographiques où ils se trouvent. Nécessitant un court apprentissage pour être utilisable, l'espéranto est ainsi présenté comme solution efficace et économiquement équitable au problème de communication entre personnes de langues maternelles différentes.
Fondée sur une grammaire régulière sans exception, l'espéranto est une langue globalement agglutinante où les mots se combinent pour former un vocabulaire riche et précis à partir d'un nombre limité de racines lexicales et d'affixes. Ces particularités la rendent aisément adaptable aux exigences les plus variées et facilitent son apprentissage à tout âge. L'Académie d'espéranto contrôle en particulier l'introduction de mots découlant d'inventions ou de notions nouvelles et l'Association mondiale anationale publie le Plena Ilustrita Vortaro de Esperanto, dictionnaire tout en espéranto le plus vaste et reconnu internationalement.
C'est en 1887 que Louis-Lazare Zamenhof, sous le pseudonyme Doktoro Esperanto (Docteur « Espérant ») qui donnera par la suite son nom à la langue, publie le projet Langue Internationale. La langue connaît un rapide développement dès les premières années, donnant lieu à des publications et des rencontres internationales. L'apparition des premières méthodes d'apprentissage en ligne au début des années 2000 puis de cours d'espéranto sur des sites d'apprentissage de masse comme sur Duolingo en 2015 suscitent un regain d'intérêt pour l'espéranto.
L'Association universelle d'espéranto, fondée en 1908, est en relation officielle avec l'Organisation des Nations unies et l'UNESCO, qui a publié des recommandations en faveur de l'espéranto en 1954 et 1985. L'espéranto a été l'une des langues officielles de l'Académie internationale des sciences de Saint-Marin, aujourd'hui disparue. L'université Loránd-Eötvös en Hongrie sanctionne son cursus universitaire d'enseignement de l'espéranto par un diplôme reconnu par le Cadre européen commun de référence pour les langues. Plusieurs universités proposent des cycles d'études espérantophones au Brésil, en Bulgarie, Pologne, Roumanie et Slovaquie.

## Définition

### Nom
Le pseudonyme « Doktoro Esperanto » (Docteur « qui espère »), utilisé par Zamenhof pour présenter son projet, donne son nom à la langue qu'il a créée.

#### Utilisation du motespérantoen tant que métaphore

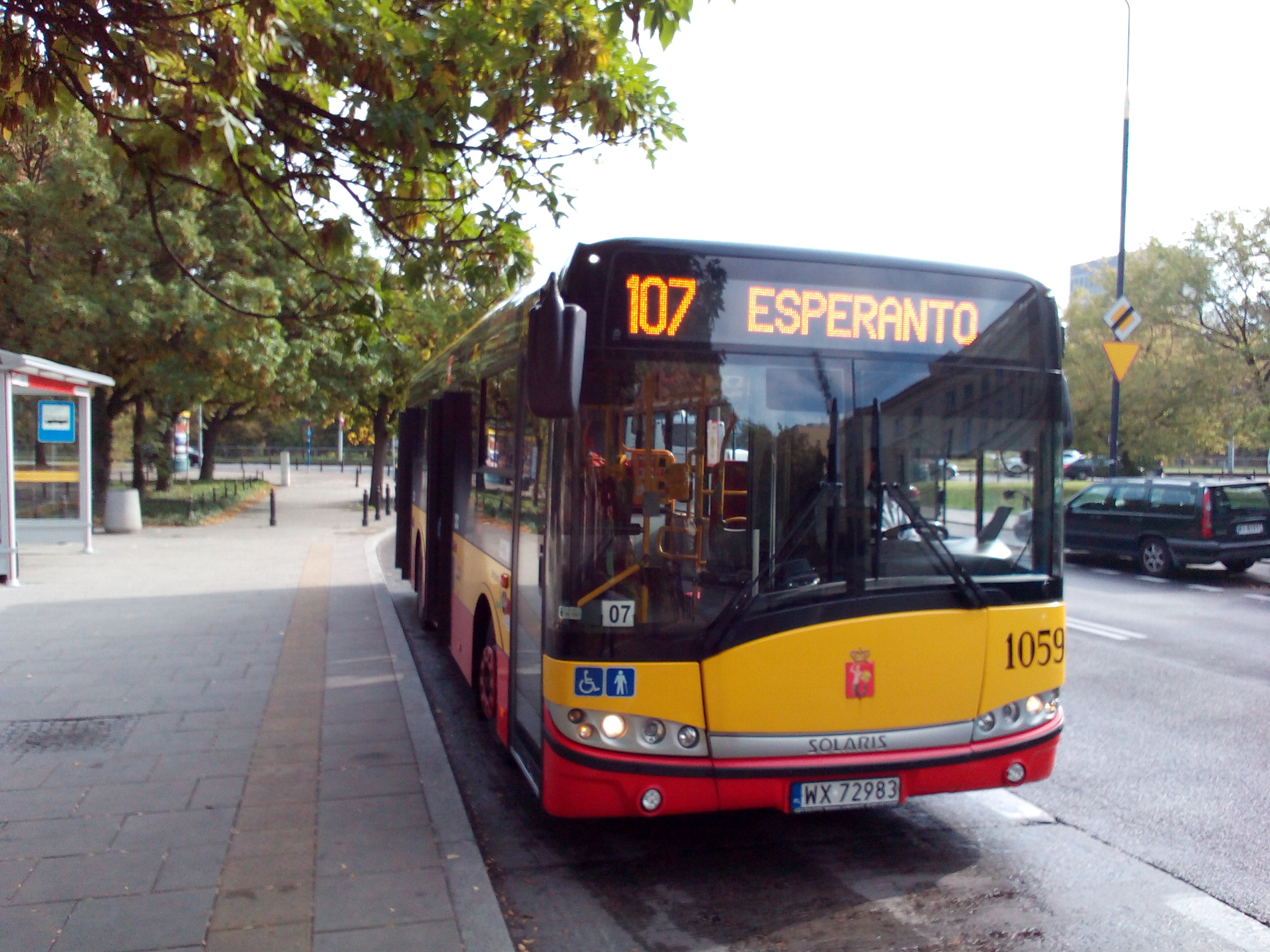
Arrêt de bus « Espéranto » à Varsovie.

Le nom espéranto fonctionne comme un nom propre quand il désigne la langue même, mais il est parfois utilisé comme nom commun (dans une sorte d'antonomase) pour représenter une langue commune ou un moyen commun dans un domaine donné où cette mise en commun ne va pas de soi. Cette utilisation du mot espéranto peut aussi bien être prise dans un sens positif que dans un sens négatif ou péjoratif.
Dans le domaine de l'informatique, Java fut qualifié d'« espéranto des langages de programmation », en particulier à cause de sa simplicité et de son universalité (indépendance par rapport au système d'exploitation), métaphore reprise pour XML, qualifié à son tour d'espéranto du système d'information.
En Allemagne et en Autriche, les opposants à l'euro le décrivirent comme Esperantogeld ou Esperantowährung (Geld = « argent » ; Währung = « Monnaie »), voulant dire par là qu'un tel projet international était, selon ces personnes, intrinsèquement voué à l'échec.

### Classification
En tant que langue construite, l'espéranto n'est généalogiquement rattaché à aucune famille de langues vivantes. Cependant, une part de sa grammaire et l'essentiel de son vocabulaire portent à le rattacher aux langues indo-européennes (bien souvent aux langues romanes). Ce groupe linguistique a constitué le répertoire de base à partir duquel Louis-Lazare Zamenhof a puisé les racines de la langue internationale.
Toutefois, la typologie morphologique de l'espéranto l'écarte significativement des langues indo-européennes, qui sont largement à dominante flexionnelle. En effet, il consiste en monèmes invariables qui se combinent sans restriction, ce qui l'apparente aux langues isolantes comme le chinois. En espéranto, on dérive « mon » (mia) de « je » (mi) et « premier » (unua) de « un » (unu). Sa tendance à accumuler, sans en brouiller les limites, des morphèmes porteurs d'un trait grammatical distinct le rapproche aussi des langues agglutinantes.

## Histoire

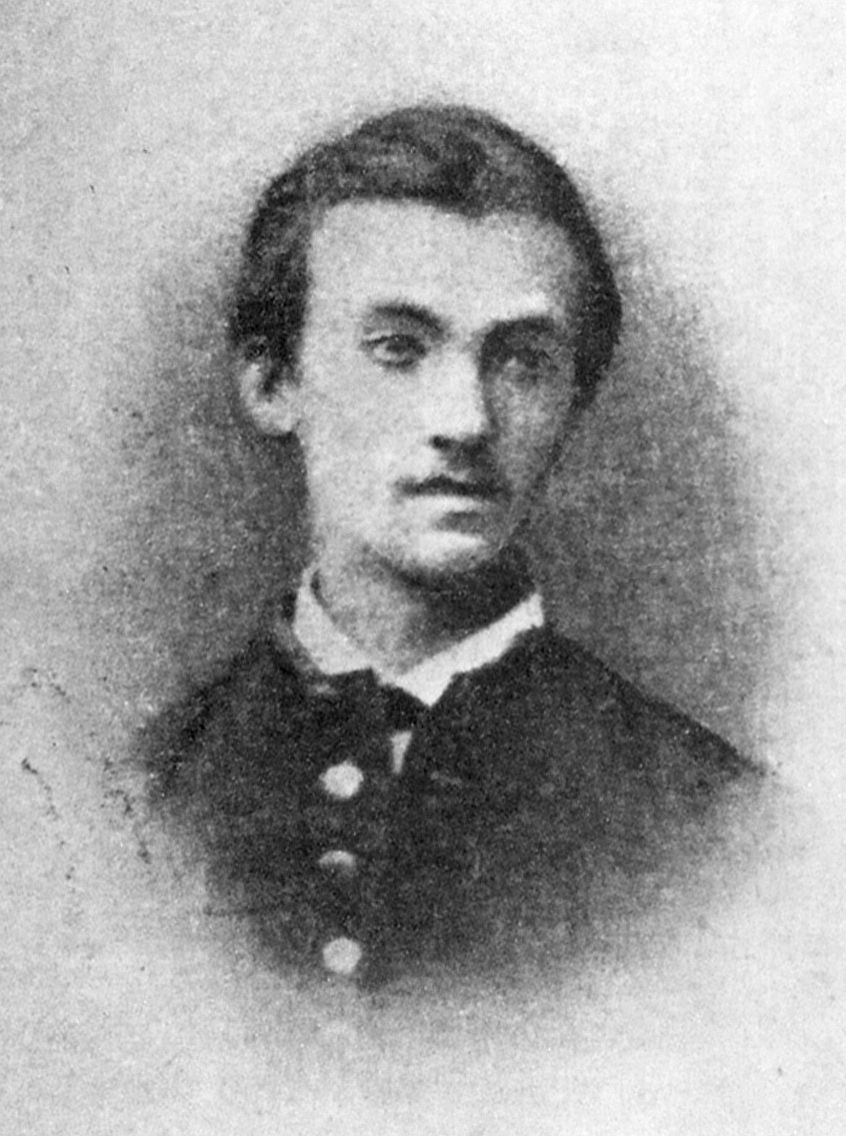
Photographie de Louis-Lazare Zamenhof à l'âge de 20 ans (1879).

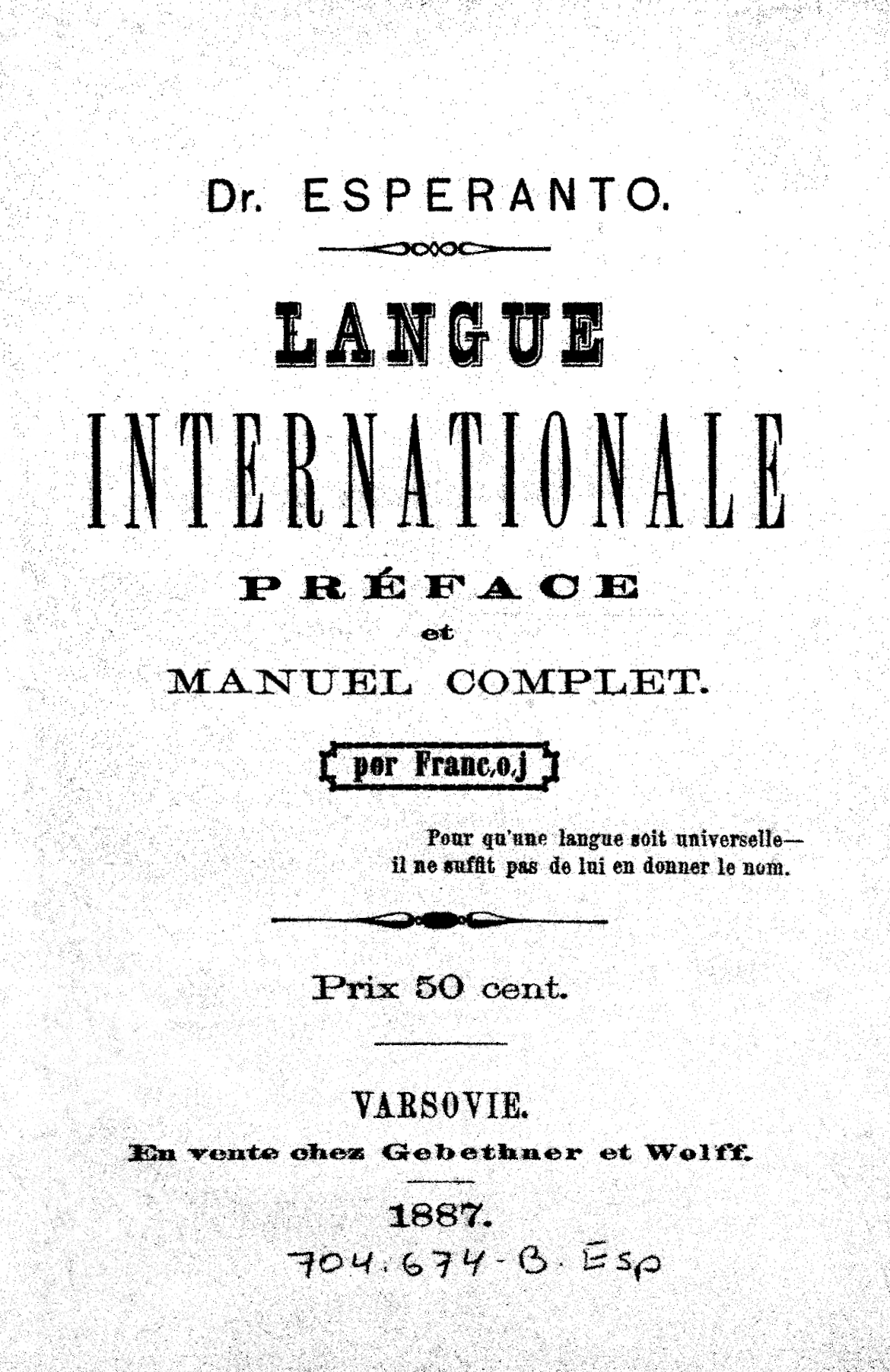
Langue Internationale, premier manuel d'apprentissage (Louis-Lazare Zamenhof, 1887, édition française).

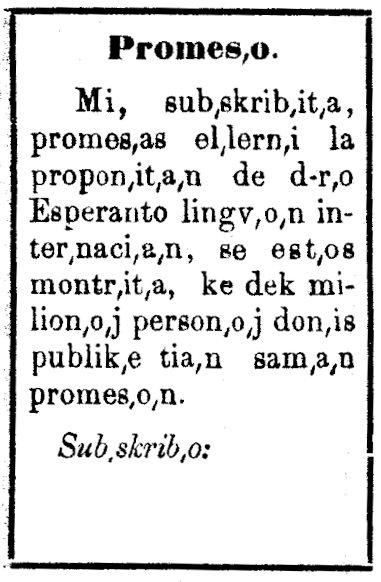
Coupon à retourner à Zamenhof : « Je soussigné, promets d'apprendre la langue internationale proposée par le docteur Esperanto, s'il se trouve que dix millions de personnes ont formulé publiquement la même promesse. »

L'idée d'une langue équitable pour la communication internationale germa à Białystok au cours des années 1870, dans la tête d'un enfant juif polonais nommé Louis-Lazare Zamenhof. Quelques années plus tard, à l'âge de 19 ans, il ébaucha son premier projet qu'il présenta à ses camarades de lycée. Ce n'est qu'après ses études en ophtalmologie qu'il publia en langue russe, à Varsovie, le 26 juillet 1887, l'ouvrage Langue Internationale, premier manuel d'apprentissage. Il fut suivi au cours des deux années suivantes de versions dans plusieurs autres langues. Dans ce manuel, Zamenhof avait défini ainsi le but de la Langue Internationale : 
« Qu'on puisse l'apprendre, comme qui dirait, en passant [et] aussitôt en profiter pour se faire comprendre des personnes de différentes nations, soit qu'elle trouve l'approbation universelle, soit qu'elle ne la trouve pas [et que l'on trouve] les moyens de surmonter l'indifférence de la plupart des hommes, et de forcer les masses à faire usage de la langue présentée, comme d'une langue vivante, mais non pas uniquement à l'aide du dictionnaire[réf. nécessaire]. »
 Très vite, l'espéranto rencontra un vif succès, dépassant même les espérances de son initiateur. Le nombre de personnes qui apprirent la langue augmenta rapidement, au départ principalement dans la Russie impériale et en Europe de l'Est, ensuite en Europe occidentale et aux Amériques. L'espéranto pénétra au Japon à la suite de la guerre russo-japonaise de 1904-1905. En Chine, les premiers cours furent donnés à Shanghai dès 1906 et à Canton dès 1908. Durant ces premières années, l'espéranto fut essentiellement une langue écrite, les échanges se faisant essentiellement par correspondance et par l'intermédiaire de périodiques spécialisés.
Le premier congrès mondial d'espéranto se déroula en 1905 à Boulogne-sur-Mer. Ce premier congrès marqua un tournant important pour l'espéranto. La langue, qui était jusqu'alors essentiellement écrite, fut dès lors de plus en plus utilisée pour des échanges directs, notamment lors de rencontres internationales et de congrès qui se déroulent depuis chaque année, mis à part les interruptions dues aux deux guerres mondiales. C'est au cours du premier congrès de 1905 que fut publié le Fundamento de Esperanto fixant les bases de la langue.
La Première Guerre mondiale mit un frein au développement de l'espéranto, qui reprit cependant au cours des années 1920 dans l'enthousiasme généré par les espoirs de paix issus de la création de la Société des Nations. L'espéranto y fut proposé comme langue de travail : la proposition, soutenue par des pays tels que le Japon et la Perse, échoua notamment à cause du veto de la France, qui estimait que la langue internationale était et devait être le français. Mais les années 1930, avec la montée en puissance des régimes totalitaires puis la Seconde Guerre mondiale, marquèrent un nouveau coup d'arrêt au développement de l'espéranto.
Malgré des conditions difficiles liées aux bouleversements politiques de l'après-guerre, l'apprentissage de l'espéranto redémarra à partir des années 1950 essentiellement grâce à l'apparition de nombreuses associations et clubs d'espéranto. Au cours de cette deuxième moitié du XXe siècle, les publications en espéranto connurent un certain succès et les rencontres espérantophones se multiplièrent.
C'est surtout avec la généralisation d'Internet et à l'initiative de jeunes espérantophones que les années 2000 furent le début d'un renouveau de l'espéranto. Des méthodes d'apprentissage en ligne souvent gratuites apparurent et de nouveaux usages se développèrent au travers des réseaux sociaux et des échanges directs.

### Évolutions et dérivés de l'espéranto
Dès l'origine de l'espéranto, des propositions de réformes de la langue furent proposées, y compris par Zamenhof lui-même. Cependant, la communauté espérantophone fut toujours très réticente à de telles réformes et tous les projets échouèrent.
De fait, le projet de réforme le plus connu est celui qui fut présenté par Louis de Beaufront et Louis Couturat en 1908. À l'époque, il provoqua une crise au sein du mouvement espérantophone. Les partisans de ce projet quittèrent le mouvement pour créer une nouvelle langue construite : l'ido. Au xxie siècle, l'ido ne compte que quelques centaines de locuteurs, même si on trouve quelques sites en ido, dont Wikipédia.
D'autres propositions de réforme d'ampleur plus réduite virent le jour ultérieurement, notamment le riisme, mais n'obtinrent que des soutiens limités.
De fait, l'espéranto parlé aujourd'hui est très proche de ce qu'il était à l'origine[réf. nécessaire].

## Sociolinguistique

### Statut
Espéranto-France a lancé une préparation à une future épreuve écrite d'espéranto comme langue facultative au baccalauréat français et propose aux lycéens intéressés de passer un bac blanc d'espéranto. Le premier examen blanc de ce type a eu lieu le samedi 4 juin 2016, ; cependant, la date d'introduction de l'espéranto dans la liste des langues facultatives au baccalauréat dépend d'une décision du ministère de l'Éducation nationale. Le 12 avril 2017, la directrice générale de l'enseignement scolaire Florence Robine précise par une lettre, qu'« il est tout à fait possible d'entreprendre, dans les établissements où l'enseignement de l'espéranto pourrait se développer, une démarche expérimentale à l'échelle locale ».
L'espéranto a été l'une des langues officielles de l'Académie internationale des sciences de Saint-Marin (AIS) dont le but était de favoriser l'utilisation de l'espéranto dans toutes les sciences. Parmi les universités disposant de cycles d'études espérantophones, les plus réputées sont :
- Sibiu en Roumanie ;
- Karlovo en Bulgarie ;
- Komárno en Slovaquie ;
- Poznań en Pologne : des cours d'interlinguistique y sont dispensés depuis 1997 dans le cadre de la faculté de philologie, et un cursus de trois ans en espéranto est proposé. Il valide des crédits ECTS. C'est Ilona Koutny, membre de l'Académie d'espéranto, qui guide ce cursus.

À l'instar des autres langues, l'espéranto dispose de diplômes validant les acquis, mais seul l'institut des langues étrangères (ITK) de l'université Loránd Eötvös (ELTE) délivre des diplômes d'État sur la base du cadre européen commun de référence pour les langues (CECRL) : niveaux B1, B2 et C1. Parmi les trente langues proposées par ITK, l'espéranto se classe en 3e position par le nombre de candidats, après l'anglais et l'allemand. De son côté, la Ligue internationale des enseignants d'espéranto (ILEI) agit pour la promotion de l'apprentissage et propose des ressources pédagogiques aux enseignants d'espéranto.

Logo du programme Erasmus+.

La Commission européenne, par l'intermédiaire de l'agence croate du programme Erasmus+, a décidé de soutenir financièrement la création en une quinzaine de langues du programme « Accélérateur de multilinguisme ». Dans ces ressources, gratuites et libres d'accès, l'espéranto est enseigné à des élèves d'environ neuf ans, dans le but de leur permettre un apprentissage plus rapide d'autres langues vivantes, du fait du caractère propédeutique de l'espéranto.
En Chine, l'enseignement de l'espéranto en vue de la préparation du baccalauréat a été autorisé au début de l'année 2018.
L'UNESCO a adopté plusieurs recommandations en faveur de l'espéranto. La première a eu lieu le 10 décembre 1954 lors de la 8e conférence générale à Montevideo (Uruguay). De plus, la revue Le Courrier de l'UNESCO est disponible en espéranto depuis 2017. En 1980, l'organisation mondiale du tourisme a souligné à Manille « l'importance de connaitre des langues, notamment celles à vocation internationale comme l'espéranto ».
L'espéranto n'est la langue officielle d'aucun pays, mais il est la langue de travail de plusieurs associations à but non lucratif, principalement des associations d'espéranto. La plus grande organisation d'espéranto est l'Association universelle d'espéranto, qui est en relation officielle avec les Nations unies et l'UNESCO dans un rôle consultatif depuis 1998, ainsi que l'Organisation mondiale des jeunes espérantophones depuis 2021.

### Nombre de locuteurs

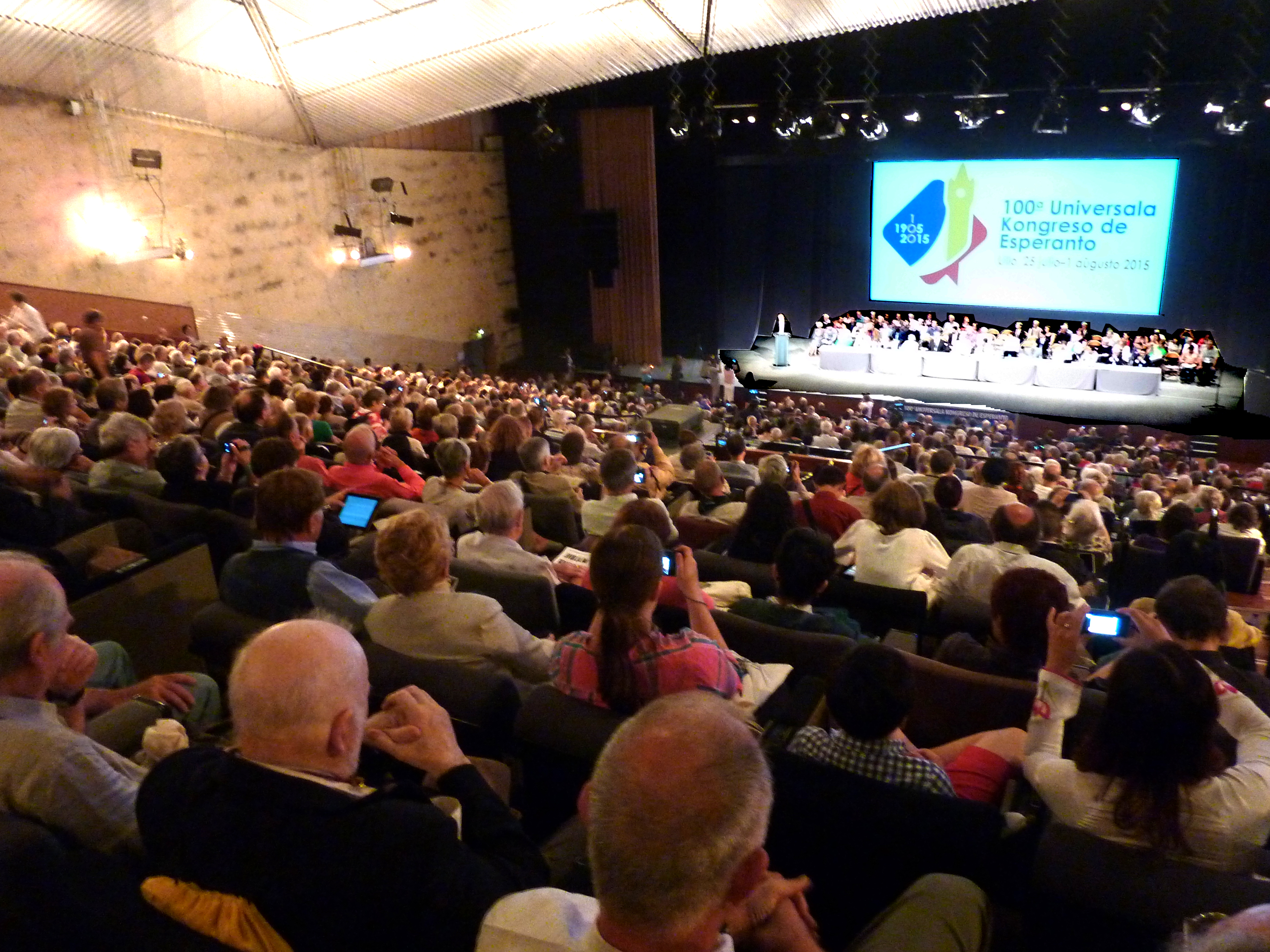
Congrès mondial d'espéranto de 2015 à Lille.

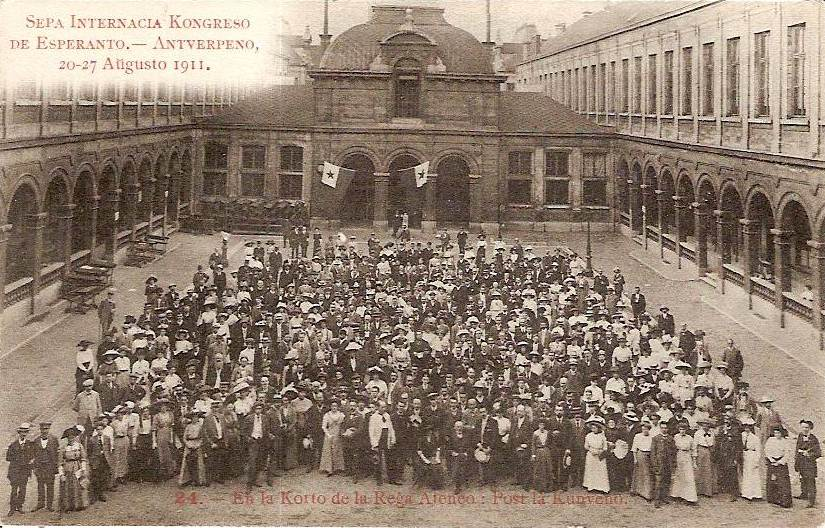
Congrès mondial d'espéranto de 1911 à Anvers.

Selon les estimations du linguiste et espérantiste finlandais Jouko Lindstedt, le nombre d'espérantophones capables de réellement parler la langue serait de 100 000 (avec une marge d'erreur d'un demi-ordre de grandeur, soit entre 30 000 et 300 000 personnes).
Toutefois, on peut affirmer en 2015 qu'il y a 120 pays dans lesquels se trouvent des espérantophones.
Étant une langue construite, l'espéranto est généralement appris comme langue seconde, et très souvent en autodidacte par une méthode ou un cours en ligne. Il existe cependant un certain nombre d'espérantophones natifs. Lindstedt estime leur nombre à 1 000,.
Jouko Lindstedt évalue par l'échelle suivante la capacité à parler l'espéranto dans la communauté espérantophone :
- 1 000 personnes ont l'espéranto comme langue maternelle (espérantophones natifs) ;
- 10 000 personnes parlent l'espéranto avec un niveau proche d'une langue maternelle ;
- 100 000 personnes parlent couramment l'espéranto ;
- 1 000 000 personnes comprennent l'espéranto et le parlent de façon occasionnelle ;
- 10 000 000 personnes ont plus ou moins étudié l'espéranto au cours de leur vie[26][réf. nécessaire].

Sidney S. Culbert, ancien professeur de psychologie de l'université de Washington, espérantophone lui-même, est arrivé, en comptabilisant pendant vingt ans dans de nombreux pays les espérantophones à l'aide d'une méthode par échantillonnage, à une estimation de 1,6 million de personnes parlant l'espéranto avec un niveau professionnel. Ses travaux ne concernaient pas que l'espéranto et faisaient partie de sa liste d'estimation des langues parlées par plus d'un million de personnes, liste publiée annuellement dans le World Almanac and Book of Facts (en). Comme dans l'Almanach, toutes ses estimations étaient arrondies au million le plus proche ; c'est le nombre de deux millions d'espérantophones qui a été retenu et fréquemment repris depuis. Culbert n'a jamais publié de résultats intermédiaires détaillés pour une région ou un pays particulier, ce qui rend difficile l'analyse de la pertinence de ses résultats.
En juin 2023, environ 333 000 personnes sont inscrites au cours d'espéranto sur l'application Duolingo à partir de l'anglais.

### Apprentissage

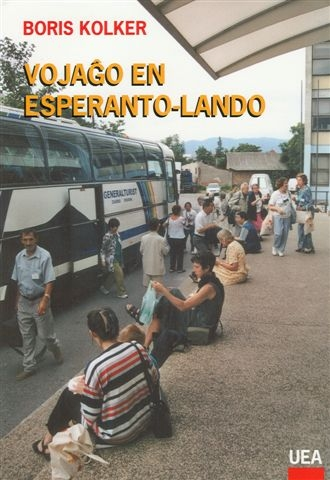
Un livre d'étude pour apprenants confirmés (B1/B2).

L'apprentissage de l'espéranto repose en grande partie sur l'utilisation de méthodes autodidactes ou de cours traditionnels via des associations ou des clubs locaux. Toutefois, quelques établissements d'enseignement ont introduit des cours d'espéranto à leur programme.
Au début des années 2000, l'apparition de méthodes d'apprentissage en ligne de l'espéranto, souvent gratuites, les plus connues étant lernu! et Kurso de Esperanto (eo), a permis de toucher un public nouveau, en particulier parmi les jeunes. Le 28 mai 2015, le site d'apprentissage de langues en ligne Duolingo met en ligne la version bêta d'apprentissage de l'espéranto pour les anglophones et les hispanophones. En 2017, la méthode compte plus d'un million d'apprenants. Une version pour francophones est disponible en version bêta depuis 2020. Le site de langues Memrise comporte plusieurs cours d'espéranto, dont l'un publié par l'association Esperanto-France. Viendront aussi des applications d'apprentissage pour téléphone portable, comme L'espéranto en 12 jours, une adaptation de la Zagreba metodo. Enfin, l'espéranto est présent parmi les langues mises en place sur la plateforme de recueil d'échantillons de voix Common Voice de Mozilla : la fonction Enregistrer permet de s'entraîner à prononcer des phrases, puis de se ré-écouter, alors que la fonction Valider permet d'entendre d'autres locuteurs en espéranto.

#### Tests de niveaux et CECR
Les tests de niveaux en espéranto sont organisés suivant deux filières :
- la filière officielle conforme au cadre européen commun de référence pour les langues (CECR) ;
- la filière associative dans le cadre du mouvement espérantophone.

Actuellement, seul l'institut des langues de l'université Eötvös Loránd (Budapest, Hongrie) délivre des diplômes officiels de connaissance de l'espéranto. Depuis 2009, ces diplômes sont fondés sur le cadre européen commun de référence pour les langues (CECR) et disponibles dans les niveaux B1, B2 et C1. Près de 2 000 personnes possèdent un tel diplôme à travers le monde : en 2017, environ 570 au niveau B1, 590 au B2 et 820 au C1.
La Ligue internationale des enseignants d'espéranto (ILEI) propose quant à elle des examens qui testent non seulement la maîtrise de la langue, mais également la connaissance de la culture véhiculée par l'espéranto : associations, principaux acteurs, Espérantie, etc.

#### Intérêt pédagogique de l'espéranto
Ces études[Lesquelles ?] furent reprises et confirmées par d'autres études dans[source insuffisante] le rapport remis au ministère italien de l'enseignement public (ministère de l'instruction), ainsi que dans le rapport Grin.
Cette facilité de l'espéranto fut constatée par Inazō Nitobe, membre de l'Académie Impériale du Japon, homme de science, Secrétaire général adjoint de la Société des Nations (SDN), qui avait participé au congrès mondial d'espéranto de Prague en 1921 pour se rendre compte par lui-même de l'efficacité de cette langue. Dans un rapport intitulé Esperanto as an International Auxiliary Language (« L'espéranto comme langue auxiliaire internationale »), publié en 1922, il avait écrit : « On peut affirmer avec une certitude absolue que l'espéranto est de huit à dix fois plus facile que n'importe quelle langue étrangère et qu'il est possible d'acquérir une parfaite élocution sans quitter son propre pays. Ceci est en soi un résultat très appréciable. »
Lorsque l'on a déjà appris une langue étrangère, l'apprentissage d'une nouvelle langue étrangère est plus facile, d'où l'intérêt de commencer par une langue étrangère facile. Des études menées sur des échantillons comparatifs d'élèves ont montré que les élèves qui avaient d'abord étudié l'espéranto avant de passer à l'étude d'une langue étrangère atteignaient un meilleur niveau dans cette langue que le groupe témoin qui, pendant la même durée, n'avait étudié que cette langue étrangère.
Du point de vue de la graphie, l'espéranto fait partie des langues dites « transparentes » : comme pour le croate, le serbe, l'espagnol, l'italien, le slovène ou le tchèque, la correspondance entre graphèmes et phonèmes est simple, stable et régulière. Une langue complètement transparente suit deux principes : à un phonème correspond une seule graphie ; à une seule graphie correspond un seul phonème. À l'opposé, les langues dites « opaques » comme l'anglais ou « semi-opaques » comme le français ont des règles de correspondance grapho-phonémique complexes et irrégulières.
Un dyslexique utilisant une langue « opaque » devient souvent dysorthographique. Il est préférable de choisir l'apprentissage d'une langue transparente pour faciliter l'apprentissage des langues chez les enfants dyslexiques. L'espéranto permettrait d'aider les dyslexiques en milieu scolaire.
D'autre part, l'espéranto peut aider, grâce à sa construction signalant pour chaque mot un trait grammatical précis, à faire comprendre les liens entre la « fonction dans la phrase » et l'« orthographe grammaticale » de chaque mot.
Claude Piron, qui fut pendant cinq ans traducteur-interprète au siège de l'ONU à New York pour l'anglais, le chinois, l'espagnol et le russe, a déclaré : « Un cours d'espéranto organisé dans une optique propédeutique améliore considérablement le succès des élèves dans l'étude des langues étrangères. […] Il m'a déconditionné des habitudes arbitraires de ma langue maternelle sans que je doive me reconditionner d'emblée selon les habitudes arbitraires d'un peuple étranger, bref, il m'a donné une avance sur mes camarades que je n'ai jamais perdue. ».

### Usage officiel par les États
L'espéranto n'a été la langue officielle secondaire d'aucun pays reconnu, mais il est entré dans les systèmes éducatifs de plusieurs pays, comme la Hongrie et la Chine.
Au début du XXe siècle, il a été envisagé de faire de Moresnet neutre, dans le centre-ouest de l'Europe, le premier État espérantiste du monde ; ces projets ont pris fin lorsque le traité de Versailles a attribué le territoire contesté à la Belgique, avec effet au 10 janvier 1920. En outre, la micronation autoproclamée de l'Île de la Rose, près de l'Italie dans la mer Adriatique, a utilisé l'espéranto comme langue officielle en 1968, et une autre micronation, l'actuelle République de Molossia, près de Dayton, au Nevada, utilise l'espéranto comme langue officielle à côté de l'anglais.
Le gouvernement chinois utilise l'espéranto depuis 2001 pour une version espéranto de son Centre d'information Internet de Chine. La Chine utilise également l'espéranto pour Radio Chine Internationale et pour le magazine Internet El Popola Ĉinio.
Radio Vatican a une version espéranto de ses podcasts et de son site web.
L'armée américaine a publié des recueils de phrases militaires en espéranto, qui ont été utilisés des années 1950 aux années 1970 dans le cadre de jeux de guerre par des forces ennemies fictives. Un manuel de référence, FM 30-101-1 fév. 1962, contenait la grammaire, un dictionnaire anglais-espéranto et des phrases courantes. Dans les années 1970, l'espéranto a servi de base aux tests d'aptitude linguistique de la défense.
L'espéranto est la langue de travail de plusieurs organisations internationales à but non lucratif, comme la Sennacieca Asocio Tutmonda, une association culturelle de gauche qui comptait 724 membres dans plus de 85 pays en 2006, ainsi que Education@Internet, qui s'est développée à partir d'une organisation espérantiste ; la plupart des autres sont des organisations spécifiquement espérantistes. La plus importante d'entre elles, l'Association universelle d'espéranto, entretient des relations consultatives officielles avec les Nations Unies et l'UNESCO, qui a reconnu l'espéranto comme moyen de compréhension internationale en 1954. L'Association universelle d'espéranto a collaboré en 2017 avec l'UNESCO pour fournir une traduction en espéranto de son magazine UNESCO Courier (Unesko Kuriero en Esperanto). L'Organisation mondiale de la santé propose une version en espéranto du cours de formation à la sécurité et à la santé au travail sur la pandémie de coronavirus (COVID-19, espéranto : KOVIM-19).

### Militantisme
- Si vous ne connaissez pas le sujet, laissez ce bandeau (vous pouvez alors contacter les auteurs).
- Si vous supprimez le contenu mis en cause (vous pouvez préalablement contacter les auteurs),

argumentez précisément cette suppression dans la page de discussion
(un manque de référence n'est pas un argument ; une recherche réelle de référence doit avoir été effectuée, être formellement documentée).

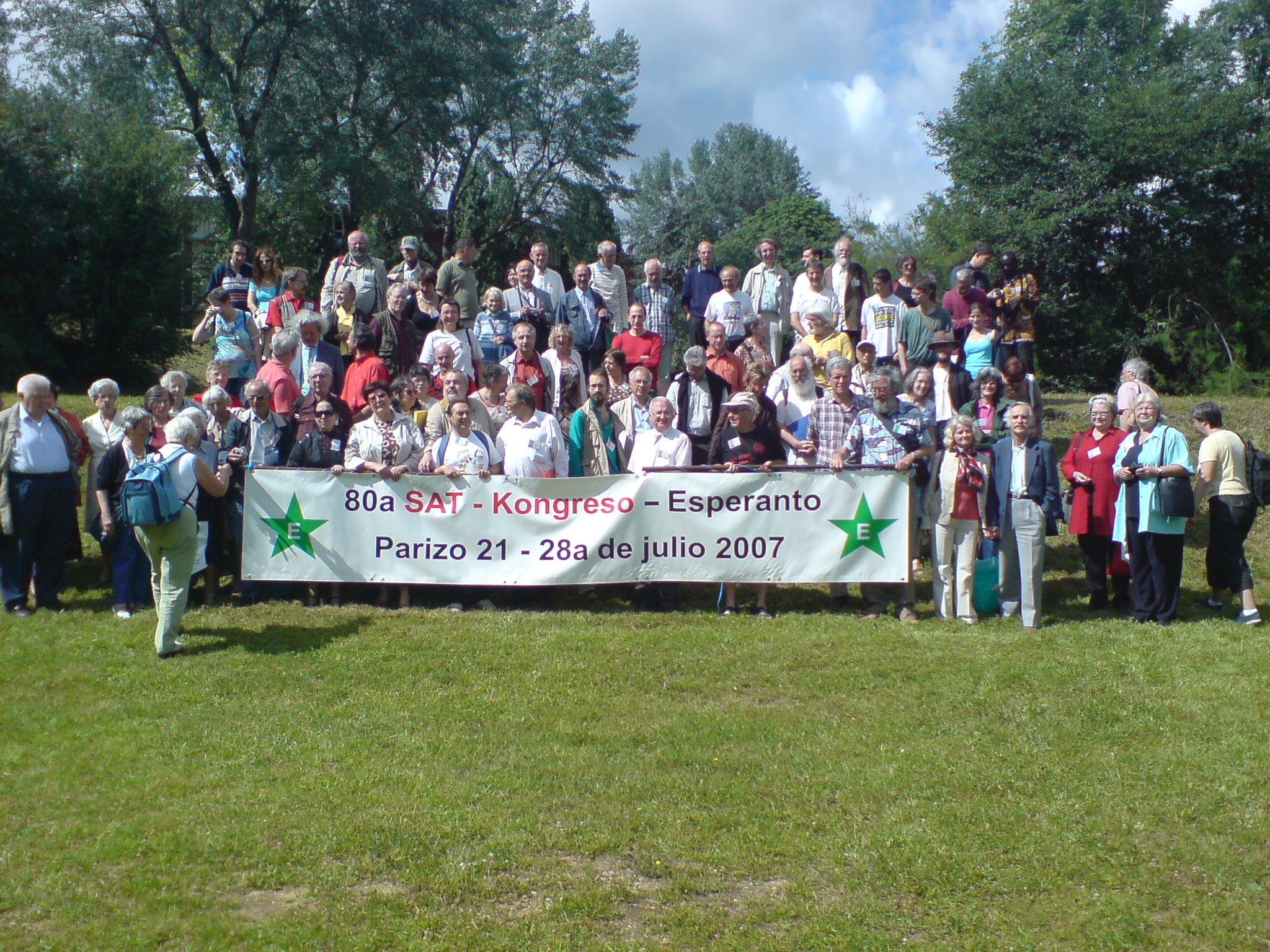
de l'Association mondiale anationale de 2007.

L'espéranto est soutenu par un réseau de militants regroupés dans de nombreuses associations. Au niveau international, ce réseau d'associations nationales et d'associations thématiques est fédéré par l'Association universelle d'espéranto.
L'ensemble des militants favorables à l'espéranto est souvent désigné comme le mouvement espérantophone ou même tout simplement le mouvement espérantiste. Toutefois, cette appellation est trompeuse dans la mesure où les espérantophones ne constituent pas un ensemble homogène. Dans les faits, les motivations, les aspirations et les idées des espérantophones reflètent la diversité des opinions présentes dans le monde. Seule une minorité d'espérantophones sont membres d'associations d'espéranto.
De façon générale, l'essentiel du militantisme consiste à promouvoir l'apprentissage de l'espéranto et son usage dans la communication internationale. La défense de cet objectif s'appuie sur différentes études et rapports montrant les avantages de l'espéranto pour cet usage :
- équité dans les échanges, car aucun locuteur n'a l'avantage d'utiliser, voire d'imposer sa langue nationale, une forme de courtoisie pour assurer une neutralité linguistique maximale ;
- plus grande facilité d'apprentissage, comparé aux autres langues ;
- avantages économiques, par rapport à d'autres solutions comme le tout-anglais, comme le montre le rapport Grin.

Un exemple de cet objectif militant est l'apparition récente du mouvement Europe Démocratie Espéranto qui promeut l'usage de l'espéranto comme langue commune équitable en Europe en complément des langues officielles.
En septembre 2017, le ministère français de l'Éducation nationale accepte que l'espéranto puisse être enseigné à titre expérimental. Cette décision fait suite à une demande de militants encouragés par le résultat considéré par ces mêmes militants comme un succès d'une pétition lancée par des associations pro-espéranto pour son ajout comme langue optionnelle au bac, qui avait recueilli 33 300 signatures, mais qui n'est de la part du ministère, que l'application de dispositions générales concernant n'importe quelle langue.
En décembre 2020, une nouvelle pétition est lancée, cette fois-ci sur la plateforme officielle des pétitions citoyennes de l'Assemblée nationale avec pour titre Encourager l'enseignement de la langue internationale espéranto.
Dès la création de l’espéranto, des groupes locaux se sont formés afin de pratiquer et de propager la langue. De plus, de par le fait que l'espéranto véhiculait des idéaux d'égalité et de fraternité sans frontière, il a stimulé l'apparition de mouvements por esperanto (c'est-à-dire militant pour la diffusion de l'espéranto) puis de mouvement per esperanto (c'est-à-dire utilisant l'espéranto à d'autres fins : lutte des classes, pacifisme, anticléricalisme, christianisme, antimilitarisme…).
Ainsi, le militantisme est apparu rapidement dans le monde de l'espéranto, pour son avantage et pour son malheur, car il a également été persécuté par les régimes totalitaires (nazi et stalinien) et a attiré la suspicion d'autres pays[source insuffisante].

#### Défense ou promotion de l'utilisation de l'espéranto
Afin de développer l'espéranto, des espérantistes, à la suite de la résolution de la SDN de 1922 encourageant son enseignement[Qui ?] ont tenté de l'introduire à l'école dans plusieurs pays[Où ?][Quand ?].
En France, en 1922, le ministre de l'Éducation conservateur Léon Bérard avait fait « interdire dans toutes les écoles françaises l’enseignement et la propagande pour l’espéranto, comme vecteur dangereux d’internationalisme et comme concurrent au rôle de la langue française dans le monde ». Dès 1924, le gouvernement radical d'Edouard Herriot supprime cette interdiction. En 1936 le gouvernement de Front Populaire et son ministre de l'Education Jean Zay autorisent l'enseignement de l'esperanto à l'école.
En Hongrie, il est la troisième langue à être enseignée.
Plus récemment, la mobilisation a été forte sur le site Change.org (campagne présidentielle de Barack Obama) pour proposer l'espéranto dans les écoles primaires des États-Unis.
Outre le fait que certains lauréats du prix Nobel se soient montrés favorables à l'espéranto, voire qu'ils aient milité pour, depuis la création du prix Nobel de la paix en 1901, la langue internationale espéranto a été à plusieurs reprises proposée comme candidat pour ce prix, par le biais d'une grande organisation espérantiste ou d'une personnalité qui s'est illustrée par son action pour cette langue. Au cours du XXe siècle, Zamenhof, Felix Moscheles, Andreo Cseh et l'Association mondiale d'espéranto ont été proposés comme candidats entre 1907 et 1988. En 2008, de nombreux organes de presse dans le monde entier ont mentionné l'espéranto comme possible lauréat, ce qui a alimenté les débats chez les militants, tout en apportant les moyens d'apparaître dans la presse.
Après la diffusion d'une dépêche de l'AFP et de AP, le 27 février 2008, les médias font largement écho que l'« Espéranto est candidat au prix Nobel de la paix en 2008 » parmi 197 autres candidats. En fait, deux parlementaires suisses ont proposé la candidature de l'Association universelle d'espéranto,, mais l'AFP mentionne l'Espéranto et non l'UEA.
D'après le site d'information espérantophone Libera Folio, Zamenhof en 1907 et plusieurs fois dans les années suivantes, les espérantistes Felix Moscheles en 1913, Andreo Cseh (en 1934) et UEA (en 1954, 1955, 1988) ont déjà été proposés au prix Nobel de la Paix. Cependant, les archives du prix Nobel restent secrètes pendant 50 ans, et des informations plus récentes proviennent de révélations faites souvent par les proposants. Alfred Hermann Fried, lauréat du prix Nobel en 1911, était un espérantiste.
L'Académie littéraire d'espéranto propose comme candidats au Prix Nobel de littérature des auteurs exerçant en espéranto. Après le poète écossais William Auld (proposé de 1999 à 2006), c'est depuis 2007 un autre poète, islandais cette fois, qui est proposé : Baldur Ragnarsson.

#### Utilisation d'une langue neutre pour les relations internationales officielles
Au sortir de la Première Guerre mondiale, le mouvement espérantiste, gravement touché, se releva très vite. On[Qui ?] proposa à la Société des Nations d'inciter les pays du monde à enseigner cette langue de façon universelle : « Au cours des deux premières Assemblées, des délégués de l'Afrique du Sud, du Brésil, de la Belgique, du Chili, de la Chine, de la Colombie, d'Haïti, de l'Italie, du Japon, de l'Inde, de la Perse, de la Pologne, de la Roumanie et de la Tchécoslovaquie présentèrent des résolutions proposant que la Société des Nations recommande l'enseignement universel de l'Espéranto dans les écoles comme langue auxiliaire internationale. »
Sous l'impulsion du secrétaire général Inazō Nitobe, un rapport favorable en proposa l'adoption le 21 septembre 1922, études et témoignages à l'appui.
Cependant, la proposition d'adoption de l'espéranto comme langue internationale, soumise au vote par la délégation iranienne, fut rejetée en grande partie à cause de la délégation française. Cette campagne de dénigrement pour éliminer un rival potentiel au rayonnement français se répéta pour d'autres organismes comme la Commission internationale de coopération intellectuelle ou la poste et les télégraphes.
Les élections européennes de juin 2004 ont vu l'apparition en France de la liste Europe Démocratie Espéranto qui n'avait pas pour vocation à avoir des élus mais souhaitait ainsi faire connaître l'espéranto et proposer cette langue neutre comme une alternative à l'anglais, dont l'utilisation comme langue commune favorise les anglophones de naissance. Cette initiative était néanmoins controversée au sein des mouvements espérantistes car l'espéranto se veut être une langue apolitique et internationale (c'est-à-dire pas seulement européenne). La liste a reçu 25 259 voix, soit environ 0,15 % des voix exprimées. Le mouvement Europe Démocratie Espéranto a à nouveau présenté des listes aux élections européennes de 2009, 2014 et 2019 et se structure désormais au niveau européen.
D'aucuns[Qui ?] argumentent qu'apprendre une langue implique de se soumettre à la culture qui lui est liée,, ; c'est aujourd'hui l'anglais qui est en ligne de mire, de par son emploi considérable dans les échanges internationaux. En Europe, cette utilisation de l'anglais s'est développée après la Seconde Guerre mondiale, lorsque l'Europe de l’Ouest passa sous influence des États-Unis, bien que des réactions à la propagation de l'anglais se soient fait remarquer au début du xxe siècle, notamment en Asie. Le besoin de créer artificiellement une langue auxiliaire commune semblait avant cette époque plus évident, car il n'existait pas vraiment d'alternative établie.
Parmi les arguments qui peuvent être exposés par les partisans d'une langue alternative à l'anglais pour les relations internationales, on peut énoncer les suivants :
- l'utilisation de l'anglais dans les relations internationales favorise les anglophones de naissance dans le recrutement ; viennent ensuite les personnes qui auront eu la possibilité (financière entre autres) d'aller étudier dans un pays anglophone. L'Union européenne, qui dépense 1 % de son budget dans la traduction de ses directives, traités ou séances dans ses vingt-trois langues officielles, fait plus volontiers appel à des employés de langue maternelle anglaise ;

- l'anglais, comme toute langue étrangère, nécessite un apprentissage long et complexe, ce qui rend donc plus difficile sa maîtrise. Bien qu'en France, il soit généralement appris dès le collège, voire introduit dès le cours moyen, la maîtrise n'en est pas totalement acquise au baccalauréat[Note 7]. L'accès à une éducation longue, à la culture mondialisée et à Internet n'est pas aussi évidente qu'on pourrait le croire ;

- corollaire, l'anglais est rarement utilisé correctement et fait place à des formes simplifiées comme le globish[62], appauvrissement dont risquerait de pâtir l'anglais même. Si, lors de voyages, un anglais simplifié peut s'avérer utile dans les aéroports, les hôtels, les taxis, ou les contextes professionnels techniques restreints, c'est-à-dire pour des tâches particulières, une maitrise plus complète est indispensable pour des conversations généralistes (« de tous les jours ») ;

- d'autres voient encore le risque d'un impérialisme linguistique dans la multiplication d'anglicismes, notamment lors de l'emprunt lexical de nouveaux mots que l'on ne prend plus la peine d'adapter ou de traduire (comme web, mail…).

Dès sa création, le but de l'espéranto a été d'être une langue auxiliaire neutre, facile à apprendre et n'appartenant à aucune puissance, afin de réduire le risque d'uniformisation culturelle, permettant à chaque peuple de conserver et développer l'usage de sa langue. Plutôt que de s'opposer à une langue dominante (maintenant l'anglais, mais alors le français) comme outil de communication international, l'espéranto est proposé comme alternative à tous les impérialismes linguistiques. L'espéranto ne s'étant pas développé comme l'anglais, il est difficile de savoir si plus de personnes dans le monde auraient pu l'utiliser comme outil de communication ou si son usage aurait permis plus de choses qu'un usage pratique ; il reste néanmoins le fait que cette langue n'appartient à personne et permet par là davantage d'égalité au départ.
Cette opposition « anglais-espéranto » pour le choix d'une langue internationale n'est pas forcément teintée d'anti-américanisme. Elle est parfois motivée par une volonté de protéger l'anglais d'un appauvrissement. L'histoire montre aussi qu'au début des années 1920, lorsque le français était encore considéré comme la langue de la diplomatie, l'espéranto a subi des attaques très dures de la part du gouvernement conservateur de la France puisqu'il s'est opposé à son utilisation à la SDN et en a interdit l'apprentissage à l'école.
Par ailleurs, les personnes apprenant l'espéranto développent en général un intérêt vaste pour les langues étrangères et diverses expériences ont montré la valeur propédeutique de l'espéranto, c'est-à-dire que l'apprentissage de l'espéranto facilite l'étude ultérieure d'autres langues.

#### L'espéranto comme outil du militantisme
L'espéranto a été créé dans le but de remplir un idéal de compréhension entre les peuples, à l'époque où naissaient ou se développaient d'autres idéaux. Parmi les premiers groupes s'étant formés, plusieurs furent des groupes anarchistes comme le cercle parisien Paco-Libereco (Paix-Liberté), ainsi qu'en Russie, en Chine, etc., mais aussi des groupes ou individualités de familles politiques ou spirituelles diverses
Quelques-unes des figures de ce militantisme sont :
- Élisée Reclus, penseur de l'anarchisme, qui s'est exprimé favorablement envers l'espéranto dans son livre L'Homme et la Terre (1905) ;
- Eugène Adam dit Eugène Lanti, autodidacte, militant anarchiste puis communiste et enfin espérantiste, fondateur de l'Association Mondiale Anationale (Sennacieca Asocio Tutmonda, SAT) ;
- Paul Berthelot[65] (aussi connu sous le pseudonyme Marcelo Verema), fondateur de la revue Esperanto (organe de l'association mondiale d'espéranto, membre du comité linguistique d'espéranto et initiateur de la Revue Sociale Internationale d’inspiration anarchiste), qui mourut au Brésil à 28 ans ;
- Liu Shifu, écrivain chinois, considéré comme le premier anarchiste en Chine. Il fonde le Groupe de Guangzhou, dont le journal Voĉo de la Popolo, débuté en espéranto, fut le premier et le principal organe de l'anarchisme chinois dans les années 1910. Son pseudonyme en espéranto était Sifo ;
- Sakae Osugi, anarchiste japonais, qui fonda des écoles d'espéranto au Japon ;
- Taiji Yamaga, anarchiste pacifiste et espérantiste japonais, qui échappa aux purges et à la guerre en partant en Chine, puis aux Philippines. Après 1945, il participa au Japon au retour du militantisme anarchiste et pacifiste et édita le journal Citoyen du monde (Mondcivitano, en espéranto) ;
- Ba Jin ou Pa Kin (pseudonyme tiré des noms de Bakounine et Kropotkine), écrivain « anarcho-communiste » qui s'engagea dans le mouvement espérantiste à partir de 1924 ;
- Yves Peyraut, espérantiste depuis 1950, cofondateur de Radio libertaire (1981) puis président de SAT (1984-2001) ;
- Jean-Paul II, le pape polonais ayant joué du théâtre en espéranto dans son adolescence, qui fut le premier à saluer urbi et orbi deux fois par an en espéranto. Depuis longtemps, la radio du Vatican diffusait déjà plusieurs fois par semaine en espéranto Radio Vatican.

Dans son mémoire Les activités en Belgique d’un anthropologue anarchiste : Eugène Gaspard Marin (1883-1969), Jacques Guillen témoigne de la précocité des rapports entre les anarchistes et l'espéranto en parlant d'Eugène Gaspard Marin, qui dès 1904 donnait des cours d'espéranto et publia avec Émile Charpentier, pour le Congrès anarchiste international d'Amsterdam de 1907, la brochure Les anarchistes et la langue internationale espéranto. « Le rapport […] ne fut pas lu à cause de la longueur des débats. Toutefois une résolution fut prise : il est conseillé aux militants anarchistes d’étudier l'espéranto pour les prochains congrès, afin de faciliter les débats de l'Internationale Libertaire. »
L'idée de neutralité absolue vis-à-vis de la politique prônée par certains ne convenait pas à d'autres, qui ont vu l'espéranto comme un outil de lutte des classes (« Prolétaires de tous les pays, unissez-vous ! ») et d'émancipation des travailleurs (rompre le cercle de la guerre est un conflit social opposant des hommes qui ne se connaissent pas aux dépens d'hommes qui ne se connaissent que trop bien, au sortir de la Première Guerre mondiale).
Se sont donc formés des cercles, groupes, associations, qui avaient pour but d'amener aux idées de prolétariat, de lutte des classes, d'internationalisme, d'anti-impérialisme, par le biais de clubs d'apprentissage de l'espéranto (voir par exemple la vie de Verda Majo, espérantiste japonaise partie combattre l'impérialisme nippon en Chine).
D'autres encore, comme Eugène Lanti, rejetèrent non seulement l'idée de neutralité, mais aussi d’inter-nationalisme, voulant aller plus loin et y opposant l’a-nationalisme. Ainsi fut fondée l'Association mondiale anationale (SAT), en 1921. Des schismes apparurent au sein de l'association, créés par des militants anarchistes jugeant que l'association SAT était sous l'influence de l'Internationale communiste (création de la Tutmonda Ligo de Esperantistaj Senŝtatanoj (eo) en 1924), ou par des militants communistes fidèles à l'union soviétique (fondation par Ernest Drezen en 1932 de l'Internacio de Proleta Esperantistaro (eo), Internationale des Espérantistes prolétaires).
Dans la première moitié du vingtième siècle, en plus des associations spécifiquement espérantophones, on retrouve cette volonté de lier l'espéranto avec la culture de la lutte des classes dans le nom de groupements tels que la Korea Artista Proletaria Federacio (Association coréenne des artistes prolétariens, 1925) ou la Nippona Proleta Artista Federacio (Fédération artistique prolétaire japonaise, 1928) devenue Federacio de Proletaj Kultur Organizoj Japanaj (Fédération des Organisations culturelles prolétaires japonaises), même si leurs productions ne sont généralement pas en espéranto.
Le pacifisme est également très présent chez la plupart des espérantistes : faire la guerre, c'est soit rompre la neutralité des espérantistes, soit pousser des prolétaires à affronter d'autres prolétaires, et les conflits du XXe siècle ont tantôt mis à mal cet idéal, tantôt rendu ce pacifisme encore plus exacerbé.
Pendant la guerre d'Espagne, nombre d'espérantistes se sont rangés, voire ont combattu, du côté de la République. À Malaga, en février 1937, un groupe espérantiste fut fusillé par les franquistes pour la seule raison qu'il était espérantiste.
Pendant les deux guerres mondiales, l'espéranto fut utilisé pour permettre aux blessés et aux prisonniers de contacter leur famille, ou pour aider des personnes persécutées à fuir les régimes totalitaires,.
Certains espérantistes allèrent au bout de leur engagement pacifiste, comme le japonais Yui Chunoshin, qui a contribué à faire connaître les Hibakusha (les victimes de la bombe atomique) à l'époque où le sujet était encore tabou, en traduisant en espéranto des témoignages d'irradiés. Plus tard, militant pour la paix au Viêt Nam, il s'immola pour manifester contre le soutien de son pays à la guerre. Son geste eut aussi pour conséquence une vague de sympathie au Japon envers l'espéranto.
Plus récemment, on peut noter la participation de la fraction pacifiste de SAT au soutien du combat de la CMC (Coalition contre les bombes à sous-munitions). L'association fait désormais partie de la coalition.
Après consultation de ses membres, Europe Démocratie Espéranto, section française, a écrit le 21 septembre 2017 au président de la République française pour demander que la France signe et ratifie le traité d'interdiction des armes nucléaires.
Lors de son assemblée générale, le 8 septembre 2019, le mouvement Europe Démocratie Espéranto (section française) a décidé d'adhérer à la Campagne internationale pour l'abolition des armes nucléaires (ICAN). Depuis cette date, Europe Démocratie Espéranto est une organisation partenaire de ICAN-France.
Depuis le 1er mai 2020, Progresemaj Esperantistoj est membre de l'associatio Abolition des armes nucléaires Maison de Vigilance.
Dans les années 1990, à la fin de l'Union soviétique et de la division du monde en deux blocs, les termes comme anticapitalisme laissèrent plus de place à d'autres concepts tels que l'altermondialisme, regroupant des militants dont les combats sont divers.
Les militants espérantistes altermondialistes et leurs actions sont également hétéroclites : certains militent pour l'espéranto, contre l'impérialisme linguistique ; d'autres l'utilisent pour coordonner des manifestations anti-G8.
Autre exemple, l'Assemblée Sociale Mondiale (MAS : Monda Asembleo Socia), créée en 2005, au fonctionnement particulier (travaillant exclusivement par Internet et n'ayant ni président ni comité de direction), vise à promouvoir la paix dans le monde, défendre les intérêts de l'humanité, la solidarité, et contribue à « l'élaboration d'une société à l'échelle mondiale sans classe et sans exploitation, une société qui respecte la dignité de ses membres sans distinction d'âge, de couleur de peau, de sexe, d'orientation sexuelle, d'appartenance ethnique ou religieuse - une société qui organise son économie selon les besoins de chacun de ses membres, tout en protégeant la planète Terre pour les générations futures. » On doit à MAS notamment la version en espéranto du Monde diplomatique.

#### Critique du militantisme au sein de la communauté espérantiste

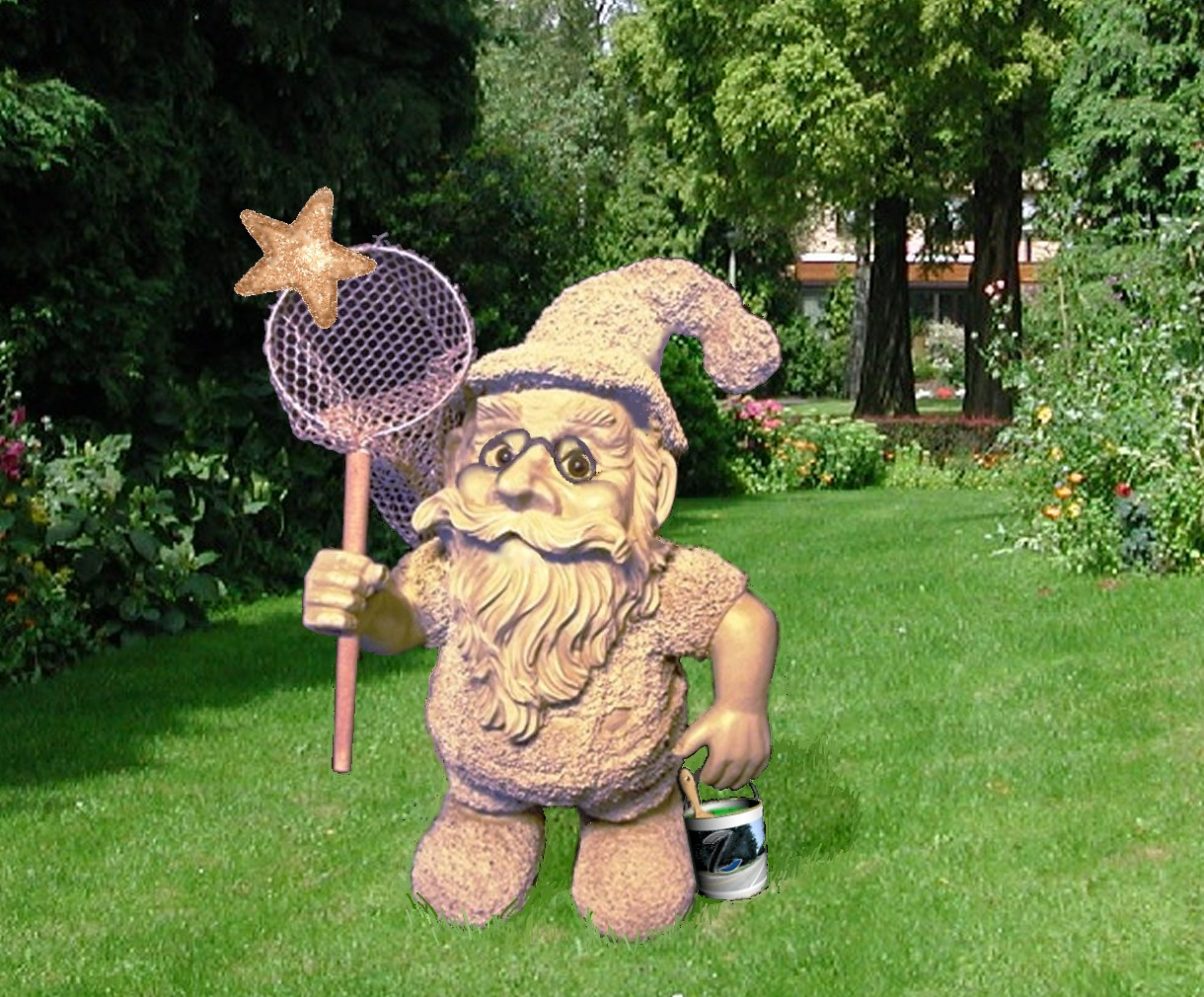
Ironie d'un dessinateur espérantophone pour ceux qui croient voir des monuments à l'espéranto partout.

Quand des espérantistes vénèrent Zamenhof en le qualifiant de « majstro » (maître), d'autres ironisent sur le culte de la personnalité en l'appelant « sankta Zaza » (saint Zaza).
Les personnes pratiquant l'espéranto étant très diverses (allant de celles qui ne font que le pratiquer en tant que langue à celles qui veulent qu'il devienne la langue auxiliaire internationale, voire la langue mondiale ; des religieux aux anarchistes...), il est difficile de faire un portrait-type du militant espérantiste. Certains espérantophones ne seront pas militants, certains militants espérantistes parleront à peine l'espéranto. Et ainsi, certains comportements seront jugés trop militants par d'autres espérantistes.
On peut ainsi assister à des reproches envers ceux qui auraient une trop grande conviction en la valeur de l'espéranto ou qui ne respecteraient pas la décision d'autres de quitter le mouvement.
Cette diversité d'opinion fait qu'il est rare qu'une action militante remporte l'adhésion de tous les espérantistes. Par exemple, la création d'un parti politique (EDE) a été critiquée, d'une part, par ceux qui estimaient que l'espéranto devait rester neutre politiquement et, d'autre part, par ceux qui contestaient l'idée même d'Europe politique. Autre exemple, une campagne de publi-information dans plusieurs quotidiens nationaux (treize pays, vingt journaux dont Le Monde et Le Figaro) financée par le mécène japonais Etsuo Miyoshi a pu être jugée par certains comme trop partisane, trop offensive, trop publicitaire ou trop inefficace.

### Usage professionnel
Bien qu'il soit couramment utilisé dans un contexte associatif, l'usage de l'espéranto dans un contexte professionnel est jusqu'à présent resté relativement limité. Par exemple, l'association Réinsertion et Espéranto, de 1997 à 2008, forma et embaucha en CDI à Montpellier des jeunes chômeurs avec l'espéranto dans le cadre du dispositif Emplois-jeunes.
Afin d'encourager l'usage de l'espéranto dans un contexte professionnel, quelques chefs d'entreprises se sont regroupés au sein d'une association, Entreprise-Esperanto, dont l'objectif est d'accompagner les entreprises ayant des besoins de communication internationale et qui souhaitent utiliser l'espéranto.

### Internet
Le 28 mai 2015, la plateforme d'apprentissage de langues Duolingo lance un cours d'espéranto gratuit pour les anglophones. À la suite de la beta-test qui dure un an et demi, un deuxième cours d'espéranto, dispensé en espagnol, apparaît sur la plateforme. En 2020, un autre cours d'espéranto, enseigné en français, commence sa phase de bêta-test. En octobre 2018 apparaît Lernu!, une plateforme d'apprentissage en ligne pour l'espéranto. Les plateformes d'apprentissage de langues comme Drops, Memrise et LingQ proposent également des supports pour l'espéranto.
Le 22 février 2012, Google Traduction ajoute l'espéranto comme 64e langue. L'espéranto apparaît sur la plateforme Yandex.Translate le 25 juillet 2016.
Wikipédia en espéranto, Vikipedio, compte, en avril 2024, plus de 350 000 articles. En 2018, elle proposait 245 000 articles et dépassait déjà les versions grecque, slovaque, slovène et estonienne.

## Vie culturelle

### Évolution des usages de la langue

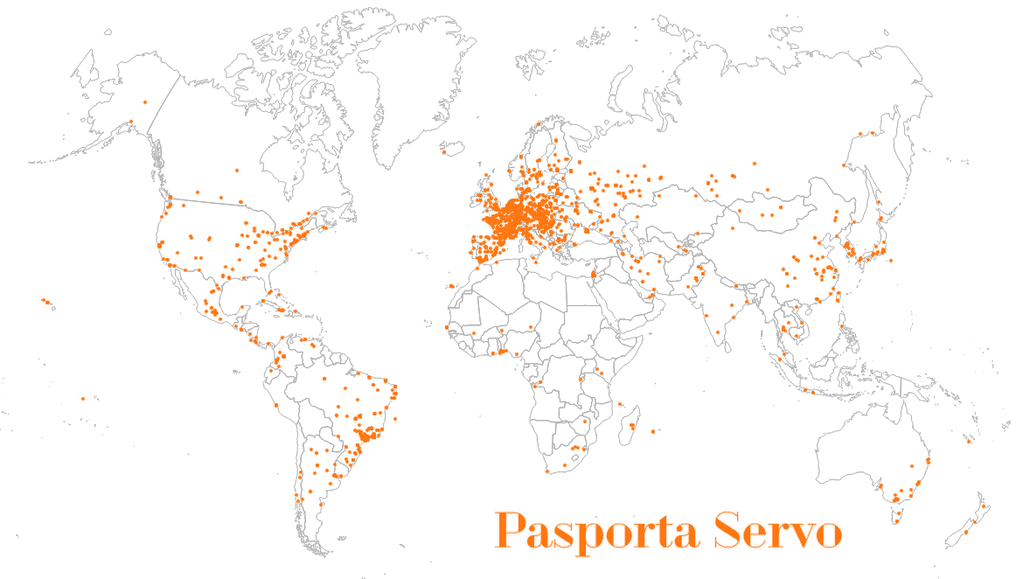
Carte des hébergements proposés par le Pasporta Servo en 2015.

L'espéranto a longtemps été une langue plus écrite que parlée. Dès le début, toutefois, son usage oral a été assuré par les clubs d'espéranto, disséminés un peu partout en Europe, en Asie orientale et dans quelques pays d'Amérique. Les personnes intéressées s'y retrouvaient une fois par semaine ou par mois pour pratiquer la langue et accueillir des voyageurs étrangers qui l'avaient apprise. Au début du XXe siècle sont apparus de nombreux écrivains, hommes et femmes, poètes…, qui, ayant adopté l'espéranto comme langue de leurs écrits, lui ont donné sa littérature. Dans la résistance à l'occupation japonaise, des artistes coréens, notamment des réalisateurs qui seront à l'origine du cinéma nord-coréen, choisissent ainsi de se regrouper en 1925 dans une association ayant choisi un nom en espéranto : la Korea Artista Proletaria Federacio (KAPF), ou Association coréenne des artistes prolétariens.
En fait, l'usage oral de la langue, de la simple conversation à la musique, s'est surtout développé lorsque les voyages sont devenus plus accessibles et que les rencontres internationales espérantophones se sont multipliées. La mise en place de services d'hébergement chez l'habitant, comme le Pasporta Servo, et l'apparition de l'enregistrement sonore sur cassette, de même que les programmes de conversation téléphonique par ordinateur (voix sur IP), ont contribué à faire progresser l'utilisation orale de la langue. Avec l'Internet, l'espéranto a trouvé un nouveau vecteur de communication, tant pour la langue écrite que pour la langue parlée. La version de Wikipédia en espéranto a dépassé le cap de 275 000 articles le 26 février 2020. Amikumu[source insuffisante], une application mobile gratuite destinée à faciliter les contacts entre espérantophones est lancée le 22 avril 2017.
Avec l'accroissement du nombre de locuteurs, l'espéranto est devenu la langue maternelle d'enfants issus de couples espérantophones (espérantophones natifs).
En défendant son idée à travers l'Europe, le Docteur Zamenhof s'est attiré la sympathie de nombreuses personnalités politiques, telles que Gandhi ainsi que la communauté internationale du Bahaïsme.

### Littérature

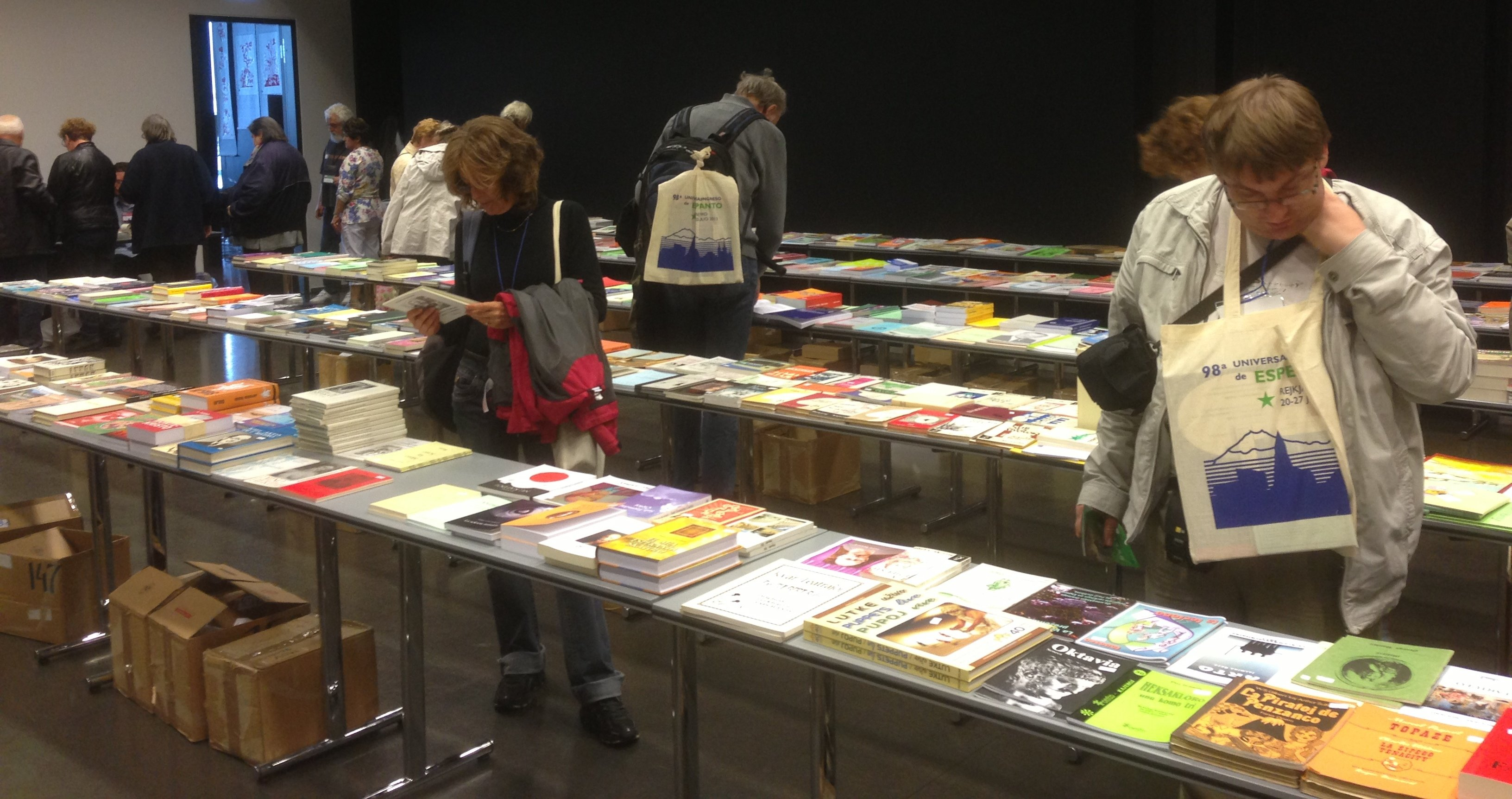
Service de librairie lors d'un congrès (Reykjavik - 2013).

La littérature en espéranto se compose à la fois d'œuvres originales et d'œuvres traduites. Quelques ouvrages originaux :
- 1907 : Kastelo De Prelongo, Henri Vallienne : considéré comme le premier roman en espéranto ;
- 1925 : Viktimoj, Julio Baghy ;
- 1933 : Sur sanga tero, Julio Baghy ;
- 1950 : Kredu Min, Sinjorino!, Cezaro Rossetti ;
- 1963 : Kiel akvo de l' rivero, Raymond Schwartz ;
- 1999 : La Ŝtona Urbo, Anna Löwenstein.

Parmi les œuvres traduites, on trouve des ouvrages aussi divers que Le Petit Prince, la Bible, le Coran, le Manifeste du parti communiste, une biographie du peintre Camille Pissarro par son fils Ludovic-Rodo.
La majorité des ventes d'ouvrages en espéranto est réalisée par les associations espérantophones. L'une des plus importantes librairies d'ouvrages en espéranto est le libro-servo de l'association universelle d'espéranto, qui compte plus de 6 000 références[source insuffisante].

### Presse
Il existe de nombreuses publications originales en espéranto. Parmi les plus connues, on trouve :
- Esperanto, mensuel officiel de l'Association universelle d'espéranto,
- Monato, mensuel indépendant d'information politique, culturelle et scientifique fondé en 1979 par Stefan Maul (eo),
- Internacia Pedagogia Revuo (eo), revue trimestrielle éditée par la ligue internationale des enseignants d'espéranto,
- La Ondo de Esperanto, mensuel fondé à Moscou en 1909 dont la parution a été suspendue en 1917 et a repris en 1991 à Kaliningrad,
- Sennaciulo, bimestriel publié par l'Association mondiale anationale,
- Kontakto, périodique édité par l'Organisation mondiale des jeunes espérantophones,
- La KancerKliniko (eo) trimestriel satirique indépendant, dirigé par Jacques Le Puil (eo)

À côté de la presse papier, on trouve un certain nombre de sites de presse uniquement disponibles en version électronique. Les plus connus sont :
- Le Monde diplomatique en espéranto : site,
- Libera Folio, site d'information indépendant édité directement en espéranto.

Deux revues paraissent en France et en français : Le Monde de l'Espéranto et Espéranto info.

### Musique
La musique espérantophone est presque aussi ancienne que l'espéranto. La Espero, qui deviendra l'hymne du mouvement espérantophone, a été écrit par Zamenhof, peu après la publication du premier manuel, Langue Internationale, paru en 1887.
La musique espérantophone a suivi les évolutions technologiques, avec l'apparition des premiers vinyles dans les années 1960, puis l'apparition des musiques rock dans les années 1980, puis des disques compacts dans les années 1990 et enfin des formats électroniques téléchargeables via Internet depuis les années 2000.
Actuellement[Quand ?] les musiciens espérantistes les plus connus sont JoMo (Jean-Marc Leclercq) de France, Martin Wiese de Suède, Jonny M d'Allemagne, Kim J. Henriksen du Danemark, Ĵomart et Nataŝa du Kazakhstan et de Russie, Georgo Handzlik de Pologne, les groupes Kajto dont les membres principaux sont néerlandais, Dolchamar de Finlande, La Pafklik (eo) de France, La Perdita Generacio de Suède.
La musique espérantophone est naturellement mise en scène lors des différentes rencontres internationales.

### Radio
Les premières émissions de radio en Espéranto datent de 1922 et furent émises à Newark  (États-Unis[Où ?]) et Londres (Royaume-Uni). En 2012, les émissions sont principalement des podcasts, mais certaines radios diffusent une émission hebdomadaire comme Radio Havana Cuba, ou Radio libertaire à Paris.
La première radio diffusant entièrement en espéranto, Muzaiko, est apparue le 1er juillet 2011. Elle émet sur Internet grâce à la technologie de lecture en continu. Son programme se compose de musique espérantophone, d'interviews, et d'informations généralistes.

#### Radioamateurs
Sur les bandes radioamateurs l'espéranto est utilisé aux fréquences :
- 3,566 MHz à 20 h locale, en code Morse pour l'Europe, le mercredi. (hiver : 19 h UTC et été : 18 h UTC).
- 7,066 MHz à 9 h locale pour l'Europe occidentale du lundi au vendredi. (hiver : 8 h UTC et été : 7 h UTC).
- 14,266 MHz à 12 h 30 et 20 h 30 UTC les samedi et dimanche, à 12 h 30 UTC le lundi.
- 21,266 MHz 13 h UTC et 22 h UTC pour le Japon, tous les jours.

### Cinéma
L'essentiel des films tournés originellement en espéranto sont des courts métrages.
Seuls trois longs métrages ont été tournés directement en espéranto :
- Angoroj, (1964), intrigue policière se déroulant à Paris.
- Incubus, de Leslie Stevens (1966) avec William Shatner dans le rôle principal.
- Gerda malaperis, sorti directement en DVD en 2006, est une adaptation du roman éponyme Gerda malaperis! de Claude Piron.

Plusieurs films ont par ailleurs été doublés ou sous-titrés en espéranto.
Dans le film de Charlie Chaplin, Le Dictateur, les plaques des magasins du ghetto juif sont en espéranto, catalogué comme « langue juive internationale » par Hitler dans Mein Kampf.
Il est aussi possible d'entendre de l'espéranto dans la version originale du film Bienvenue à Gattaca. En effet, les haut-parleurs de l'entreprise dans laquelle travaille le protagoniste de l'histoire font les annonces d'abord en espéranto puis en anglais.
La musique du générique de fin du film d'animation japonais Patéma et le monde inversé est en espéranto et est chantée par Estelle Micheau.

Dans le feuilleton français Ovni(s), l'un des personnages principaux, Véra Clouseau, connaît l'espéranto. Dans l'épisode 10 de la saison 2, une partie des dialogues de l'épisode sont en espéranto.

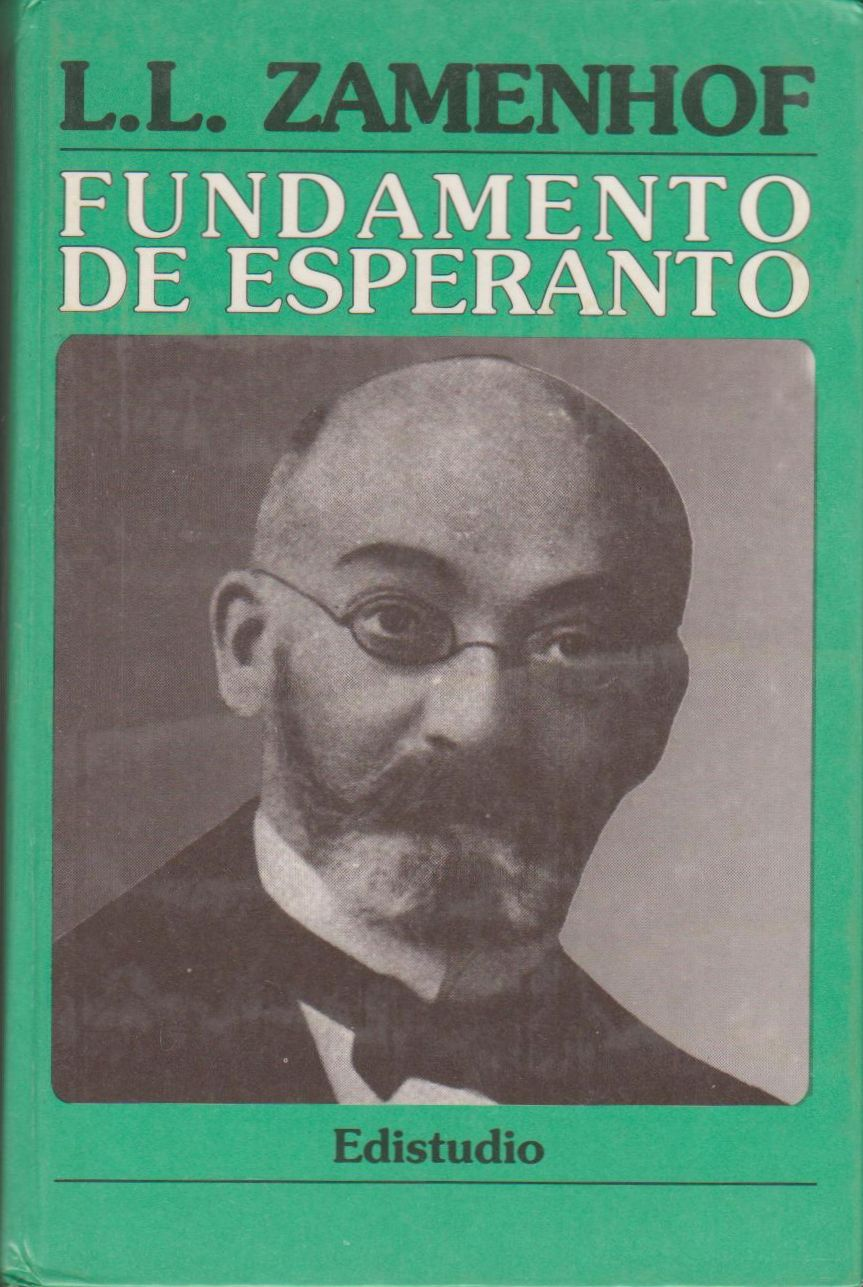
Fundamento de Esperanto, publié en 1905.

## Phonologie et écriture
L'espéranto possède vingt-huit phonèmes : cinq voyelles et vingt-trois consonnes. Ils sont transcrits au moyen d'un alphabet de vingt-huit lettres : vingt-deux lettres de l'alphabet latin (q, w, x et y ne sont pas utilisés, sauf dans les expressions mathématiques), et six lettres utilisant deux diacritiques (accent circonflexe et brève), propres à l'espéranto : ĉ, ĝ, ĥ, ĵ, ŝ, ŭ. L'orthographe est parfaitement transparente : chaque lettre représente invariablement et exclusivement un seul phonème.
En plus de leur rôle premier de transcription, les lettres diacritées rappellent en espéranto l'orthographe ou la prononciation d'autres langues. Par exemple, poŝto « poste », rappelle graphiquement et phonétiquement le mot pošta du tchèque, du slovaque, du slovène, du serbo-croate, mais aussi par la graphie les mots français, anglais, néerlandais, allemand poste, post, post, Post, et par le son le bulgare поща (prononcé ['pɔʃtɐ]). L'espéranto aboutit souvent ainsi à un juste milieu rappelant plusieurs langues sources : ainsi ĝardeno [d͡ʒarˈdeno] rappelle le français jardin, l'allemand Garten, le néerlandais gaarden, l'italien giardino et l'anglais garden.
La langue comporte un accent tonique toujours situé sur l'avant-dernière syllabe des mots. Le système vocalique comporte cinq timbres : a e i o u, correspondant aux valeurs du français â é i ô ou, comme dans de nombreuses langues, sans distinction de quantité.
Le cadre sonore ci-après, permet d'écouter un court extrait du discours de Zamenhof prononcé lors du premier congrès mondial d'espéranto en 1905 à Boulogne-sur-Mer. Cet extrait lu par Claude Piron a été enregistré lors de la rencontre commémorative de 2005 à Boulogne-sur-Mer. Ces extraits sont reproduits et traduits dans la page de description du fichier.
Les lettres diacritées peuvent poser quelques problèmes typographiques à l'imprimerie ou l'informatique (plus particulièrement avec les systèmes informatiques anciens). Pour les francophones, le clavier BÉPO et la variante Xorg du clavier AZERTY, ainsi que Firefox permettent d'accéder de façon native aux caractères accentués de l'espéranto. Des logiciels peuvent également être installés pour faciliter la frappe des six lettres diacritées.

### Substitutions de l'alphabet en espéranto
Il existe quelques orthographes alternatives couramment utilisées. L'une d'entre elles remplace les lettres avec des circonflexes par des digraphes h. Il existe également des solutions graphiques telles que l'approximation des circonflexes avec des accents circonflexes.

#### Système H
La méthode originale pour contourner les diacritiques a été développée par le créateur de l'espéranto lui-même, L. L. Zamenhof. Il recommandait, si l'on ne pouvait imprimer ces six lettres accentuées, d'utiliser u à la place de ŭ, et des digraphes avec h pour les autres lettres avec circonflexe. Par exemple, ŝ est remplacé par sh, comme dans shanco pour ŝanco (chance). Lorsque l'orthographe correcte contient sh, les lettres doivent être séparées par une apostrophe ou un trait d'union, comme dans ses-hora (six-heures) ou flug'haveno (aéroport).
Malheureusement, les règles simplistes basées sur l'ASCII pour trier les mots échouent lors du tri des digraphes h, car lexicographiquement, les mots en ĉ doivent suivre tous les mots en c et précéder les mots en d. Le mot ĉu doit être placé après ci, mais dans le système H, chu apparaîtrait avant ci.

#### Système X
Un système plus récent pour taper en espéranto est le « système x », qui utilise x à la place de h pour les digraphes, y compris ux pour ŭ. Par exemple, ŝ est représenté par sx, comme dans sxi pour ŝi et sxanco pour ŝanco.
Les digraphes x résolvent les problèmes du système h :
1. x n'est pas une lettre dans l'alphabet espéranto, donc son utilisation n'introduit pas d'ambiguïté.
2. Les digraphes sont maintenant presque toujours correctement triés après leurs équivalents en une seule lettre ; par exemple, sxanco (pour ŝanco) vient après super, tandis que shanco vient avant. Le tri échoue uniquement dans le cas peu fréquent d'un z dans des mots composés ou non assimilés ; par exemple, le mot composé reuzi (« réutiliser ») serait trié après reuxmatismo (pour reŭmatismo « rhumatisme »).

Le système x est devenu aussi populaire que le système H, mais il est depuis longtemps perçu comme étant contraire au Fundamento de Esperanto. Cependant, dans sa décision de 2007, l'Akademio de Esperanto a émis une autorisation générale pour l'utilisation de systèmes de substitution pour la représentation des lettres diacritiques de l'espéranto, à condition que cela soit fait uniquement « lorsque les circonstances ne permettent pas l'utilisation des diacritiques appropriés, et lorsque, en raison d'un besoin particulier, le système h fixé dans le Fundamento n'est pas pratique ». Cette disposition couvre des situations telles que l'utilisation du système x en tant que solution technique (pour stocker des données en ASCII pur) tout en affichant correctement les caractères Unicode appropriés à l'utilisateur final.
Un problème pratique de substitution des digraphes que le système x ne résout pas complètement est la complication des textes bilingues. Ux pour ŭ pose particulièrement problème lorsqu'il est utilisé aux côtés de texte en français, car de nombreux mots français se terminent en aux ou eux. Par exemple, Aux est un mot dans les deux langues (aŭ en espéranto). Toute conversion automatique du texte modifiera les mots français ainsi que l'espéranto. Quelques mots anglais comme auxiliary et Euxine peuvent également souffrir de telles routines de recherche et remplacement. Une solution courante, telle que celle utilisée dans le logiciel MediaWiki de Wikipédia depuis l'intervention de Brion Vibber en janvier 2002, est d'utiliser xx pour échapper à la conversion de ux en ŭ, par exemple auxx produit ‹ aux ›,. Quelques personnes ont également proposé d'utiliser vx au lieu de ux pour ŭ afin de résoudre ce problème, mais cette variante du système est rarement utilisée.

## Grammaire
La grammaire de base de l'espéranto se fonde sur seize principes énoncés dans le Fundamento de Esperanto, adopté comme référence intangible au premier congrès mondial d'espéranto de Boulogne-sur-Mer en 1905. Ils ne constituent cependant qu'un cadre dans lequel ont été progressivement dégagées des règles plus détaillées.
Chaque radical peut recevoir des morphèmes invariables signalant chacun un trait grammatical précis : —o pour les substantifs, —a pour les adjectifs, —e pour les adverbes dérivés, —j pour le pluriel et —n pour le cas accusatif.
La régularité de la langue permet d'en expliquer la grammaire de façon aisée sans avoir recours à la terminologie technique habituelle, parfois difficile pour certains néophytes. L'ouvrage Plena Manlibro de Esperanta Gramatiko propose ainsi un panorama complet de la grammaire espérantophone sans vocabulaire complexe.

### Conjugaison
Les verbes se caractérisent par une série de seulement six désinences ou finales détachables invariables qui forment une conjugaison, avec, mêlant des valeurs temporelles pour l'indicatif et modales : —i pour l'infinitif, —is pour le passé, —as pour le présent, —os pour le futur, —us pour le conditionnel, —u pour le volitif. Ces terminaisons sont les mêmes pour toutes les personnes et tous les verbes.

### Corrélatifs
L'espéranto utilise également comme déterminants un ensemble de pronoms-adjectifs assemblés systématiquement à partir d'une initiale et d'une finale caractéristiques :
- initiales : i- (indéfinis), ki- (interrogatifs-relatifs), ti- (démonstratifs), ĉi- (collectifs-distributifs), neni- (négatifs) ;
- finales : -a (qualité), -u (individu), -o (chose), -es (possession). Les deux premières de ces séries varient en nombre et en cas, la troisième en cas uniquement.

D'autres finales produisent des adverbes circonstanciels : -e (lieu), -am (temps), -el (manière), -al (cause), -om (quantité). Les mots formés sur ces bases sont désignés collectivement comme corrélatifs ou (en espéranto même) tabel-vortoj.
Par exemple :
- kiu signifie « qui » ou « quel » ;
- ĉiu signifie « chacun » ou « chaque » ;
- neniu signifie « personne » ou « aucun » ;
- iam signifie « à un moment » ;
- ĉiam signifie « toujours » ;
- neniam signifie « jamais ».

### Particules invariables
L'espéranto recourt également à diverses particules invariables dans l'organisation de la phrase : il s'agit de conjonctions de coordination (kaj « et », aŭ « ou », do « donc », sed « mais »…) ou de subordination (ke « que », ĉar « parce que », dum « pendant que », se « si »…) qui précisent les rapports entre propositions, et des adverbes simples à valeur spatiale, temporelle, logique ou modale. Par exemple, ne marque la négation, et ĉu marque l'interrogation globale.

### Syntaxe de phrase
L'ordre des mots est relativement libre en espéranto : grâce à la marque -n du complément d'objet (accusatif), toutes les constructions (SOV, VSO, OSV, etc.) sont acceptées ; l'ordre le plus fréquent est toutefois sujet-verbe-objet suivi du complément circonstanciel. L'usage d'autres dispositions est courant notamment en cas de mise en relief afin de placer l'élément le plus important en début de phrase. Il existe cependant certaines règles et tendances bien établies :
- l'article défini se place au début du groupe nominal ;
- l'adjectif précède généralement le substantif ;
- les prépositions se placent au début du groupe prépositionnel ;
- les adverbes précèdent généralement l'expression qu'ils modifient ;
- les conjonctions précèdent la proposition qu'elles introduisent.

D'une manière générale, on peut dire que l'ordre des syntagmes est libre mais que la disposition des morphèmes à l'intérieur d'un syntagme est fixée par l'usage.
Certaines tendances expressives peuvent sembler peu communes par rapport à l'usage du français :
- les prépositions sont volontiers préfixées au verbe, produisant des doublets entre formulation intransitive avec groupe prépositionnel et formulation transitive à verbe préfixé : Ni diskutos pri la afero ~ Ni pridiskutos la aferon. « Nous discuterons de l'affaire. » (Tous les verbes à préposition préfixée ne forment cependant pas doublet : par exemple, altiri « attirer » diffère de tiri al « tirer à ».) ;
- un syntagme peut facilement se condenser en mot composé : Knabo kun bluaj okuloj. ~ Bluokula knabo. « Un garçon aux yeux bleus. » ;
- l'emploi de l'adverbe dérivé (issu de l'usage poétique) est très étendu dans la langue courante (orale comme écrite).

Du fait de l'absence de restriction sur la combinaison des monèmes, une même phrase, compte tenu des habitudes liées à la langue d'origine, peut se formuler de multiples façons :
- mi enigis ĉion en la komputilon. ~ Mi enkomputiligis ĉion. ~ Mi ĉion enkomputiligis. « J'ai tout introduit dans l'ordinateur. » ;
- mi iros al la hotelo per biciklo. ~ Mi alhotelos bicikle. ~ Mi biciklos hotelen. « J'irai à l'hôtel à vélo. » ;
- mi iros al la kongreso per aŭto. ~ Mi alkongresos aŭte. ~ Mi aŭtos kongresen. « J'irai au congrès en voiture. » ;
- ni estas de la sama opinio. ~ Ni havas la saman opinion ~ Ni samopinias. « Nous sommes du même avis. ».

L'espéranto peut ainsi alternativement se montrer synthétique ou analytique.

## Lexique

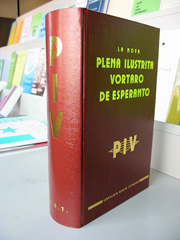
Dictionnaire.

### Sources lexicales
Au même titre que la majorité des langues européennes dont le français qui tirent leurs racines en partie du latin et du grec et qui empruntent à l'anglais ou à d'autres langues, l'espéranto est une langue construite a posteriori : elle tire ses bases lexicales de langues existantes. Les principales sources sont, par importance décroissante :
- le latin et les langues romanes, principalement le français et l'italien ;
- les langues germaniques, essentiellement l'allemand, le néerlandais et l'anglais ;
- le grec ancien, surtout pour la terminologie scientifique ;
- les langues slaves, essentiellement le russe et le polonais.

Les mots provenant d'autres langues désignent surtout des réalités culturelles spécifiques : boaco « renne » (du same), jogo « yoga » (du sanskrit), haŝioj « baguettes (pour manger) » (du japonais), etc.
Les morphèmes grammaticaux doivent beaucoup au latin et dans une moindre mesure au grec ancien. Une très petite partie selon certains est construite a priori sans référence évidente à des langues existantes. Pour d'autres, il s'agit d'éléments profondément remaniés rappelant ceux de langues préexistantes, comme la série des corrélatifs.
Zamenhof a suivi diverses méthodes pour adapter ses sources lexicales à l'espéranto : adaptation phonétique orthographique, à partir de la prononciation (ex. : trotuaro du français trottoir) ou à partir de la forme écrite (ex. : birdo de l'anglais bird « oiseau »). Lorsque plusieurs de ses sources comportaient des mots proches par la forme et le sens, Zamenhof a souvent créé un moyen terme (ex. : ĉefo « chef »).
Le vocabulaire de l'espéranto était construit à partir d'environ 1800 radicaux dans le Fundamento de Esperanto de 1905. En 2002, après un siècle d'usage, le plus grand dictionnaire monolingue en espéranto (Plena Ilustrita Vortaro de Esperanto), en comprend 16 780 correspondant au moins à 46 890 éléments lexicaux. Ce nombre continue à augmenter notamment avec le vocabulaire technique spécialisé davantage pris en compte.

### Formation des mots
La formation des mots espéranto est traditionnellement décrite en termes de dérivation lexicale par affixes et de composition. Cette distinction est cependant relative, dans la mesure où les « affixes » sont susceptibles de s'employer aussi comme radicaux indépendants : ainsi le diminutif -et- forme l'adjectif eta « petit (avec idée de faiblesse) », le collectif -ar- forme le nom aro « groupe », le causatif -ig- forme le verbe igi « faire, rendre », etc.
Les deux principes essentiels de formation des mots sont :
- l'invariabilité des radicaux : contrairement à ce qui peut se passer par exemple en français, en anglais, en allemand… la dérivation ne provoque aucune altération interne des monèmes : vidi « voir », vido « vue », nevidebla « invisible »
- l'ordre de composition où l'élément déterminant précède le déterminé : kanto-birdo « oiseau chanteur » et birdo-kanto « chant d'oiseau », vel-ŝipo « bateau à voile, voilier » et ŝip-velo « voile de bateau », cent-jaro « centenaire (= centième année) » et jar-cento « siècle (= centaine d'années) ». Pour l'initiation à la langue, Zamenhof recommandait de séparer par un petit tiret les différents radicaux, mais dans l'écriture courante, ces petits tirets sont ensuite  très souvent supprimés.

En théorie, il n'existe pas d'autre limite que sémantique à la combinatoire des radicaux. Il en résulte un certain schématisme qui aboutit à la formation systématique de longues séries sur le même modèle, parfois sans équivalent direct dans d'autres langues. Par exemple :
- à côté de sam-land-ano « compatriote », littéralement membre du même pays, et sam-klas-ano « camarade de classe », il existe sam-ide-ano « partisan du même idéal » et sam-aĝ-ulo « personne du même âge »
- pour exprimer le fait de prendre une couleur, le français possède « rougir, jaunir, verdir, bleuir, blanchir, brunir, noircir ». L'espéranto possède comme équivalents respectifs ruĝ-iĝi, flaviĝi, verdiĝi, bluiĝi, blankiĝi, bruniĝi, nigriĝi mais le procédé y est illimité : griziĝi « devenir gris », oranĝiĝi « devenir orange », etc.
- il est possible de former le contraire de n'importe quelle notion par le préfixe très fréquent mal- : ĝoja « gai » ~ malĝoja « triste », helpi « aider » ~ malhelpi « gêner », multe « beaucoup » ~ malmulte « peu », etc.[Note 13]

Ce schématisme a pour effet de diminuer le nombre de radicaux nécessaires à l'expression au profit de dérivés, réduisant ainsi la composante immotivée du lexique. Le procédé pouvant parfois paraître lourd, la langue littéraire a cependant introduit quelques radicaux alternatifs à titre de variantes stylistiques : par exemple olda « vieux » peut doubler maljuna (formé sur juna « jeune ») ou malnova (formé sur nova « neuf, nouveau »). L'usage courant tend cependant à préférer les dérivés,,.
Le système de dérivation s'adapte aisément aux besoins en mots nouveaux. Ainsi, du mot reto (« réseau, filet »), on a extrait le radical ret- pour former tout un ensemble de mots liés à Internet : retadreso (« adresse de courriel »), retpirato (« pirate informatique »), etc.

## Exemples

### Phrases simples
Le tableau ci-dessous présente quelques mots et phrases ainsi que leurs transcriptions en alphabet phonétique international :
| Français                       | Espéranto                          | IPA                                             |
| ------------------------------ | ---------------------------------- | ----------------------------------------------- |
| Salut, bonjour                 | Saluton ⓘ                          | [sa.ˈlu.ton]                                    |
| Oui                            | Jes ⓘ                              | [ˈjes]                                          |
| Non                            | Ne ⓘ                               | [ˈne]                                           |
| Bonsoir                        | Bonan vesperon ⓘ                   | [ˈbo.nan ves.ˈpe.ron]                           |
| Bonne nuit                     | Bonan nokton ⓘ                     | [ˈbo.nan ˈnok.ton]                              |
| Au revoir                      | Ĝis (la) revido ⓘ                  | [ˈdʒis (la) re.ˈvi.do]                          |
| Comment vous appelez-vous ?    | Kio estas via nomo? ⓘ              | [ˈki.o ˌes.tas ˌvi.a ˈno.mo]                    |
| Je m'appelle Marc.             | Mia nomo estas Marko ⓘ             | [ˌmi.a ˈno.mo ˌes.tas ˈmar.ko]                  |
| Comment allez-vous ?           | Kiel vi fartas? ⓘ                  | [ˈki.el vi ˈfar.tas]                            |
| Je vais bien.                  | Mi fartas bone ⓘ                   | [mi ˈfar.tas ˈbo.ne]                            |
| Parlez-vous espéranto ?        | Ĉu vi parolas Esperante? ⓘ         | [ˈtʃu vi pa.ˈro.las ˌes.pe.ˈran.te]             |
| Je ne vous comprends pas.      | Mi ne komprenas vin ⓘ              | [mi ˌne kom.ˈpre.nas ˌvin]                      |
| Bien                           | Bone ⓘ                             | [ˈbo.ne]                                        |
| Merci                          | Dankon ⓘ                           | [ˈdan.kon]                                      |
| De rien                        | Ne dankinde ⓘ                      | [ˌne.dan.ˈkin.de]                               |
| S'il vous plaît                | Bonvolu ⓘ                          | [bon.ˈvo.lu]                                    |
| Pardon, excusez-moi            | Pardonu min ⓘ                      | [par.ˈdo.nu ˈmin]                               |
| À vos souhaits !               | Sanon! ⓘ                           | [ˈsa.non]                                       |
| Félicitations                  | Gratulon ⓘ                         | [ɡra.ˈtu.lon]                                   |
| Je t'aime.                     | Mi amas vin ⓘ                      | [mi ˈa.mas ˌvin]                                |
| Une bière, s'il vous plaît.    | Unu bieron, mi petas ⓘ             | [ˈu.nu bi.ˈe.ron, mi ˈpe.tas]                   |
| Où sont les toilettes ?        | Kie estas la necesejo? ⓘ           | [ˈki.e ˈes.tas ˈla ˌne.tse.ˈse.jo]              |
| Qu'est-ce que c'est ?          | Kio estas tio? ⓘ                   | [ˈki.o ˌes.tas ˈti.o]                           |
| C'est un chien.                | Tio estas hundo ⓘ                  | [ˈti.o ˌes.tas ˈhun.do]                         |
| Je suis débutant en espéranto. | Mi estas komencanto de Esperanto ⓘ | [mi ˈes.tas ˌko.men.ˈtsan.to de ˌes.pe.ˈran.to] |

### Texte analysé en constituants
La akcento estas sur la antaŭlasta silabo. La kernon de la silabo formas vokalo. Vokaloj ludas grandan rolon en la ritmo de la parolo. Substantivoj finas per -o, adjektivoj per -a. La signo de la pluralo estas -j. La pluralo de « lasta vorto » estas « lastaj vortoj ».
« -o » = substantifs
« -a » = adjectifs
« -j » = pluriel
« -n » = accusatif
Traduction : L'accent tonique est sur l'avant-dernière syllabe. Le cœur de la syllabe est formé par une voyelle. Les voyelles jouent un grand rôle dans le rythme de la parole. Les substantifs finissent par -o, les adjectifs par -a. La marque du pluriel est -j. Le pluriel de « lasta vorto » (« dernier mot ») est « lastaj vortoj ».

## Honneur et propagande
Tout autant destinés à lui faire honneur qu'à lui faire de la propagande, un certain nombre d'objets (rue, arbre, statue, etc.) ont été baptisés avec le nom de l'espéranto ou de son initiateur Louis-Lazare Zamenhof, ou leur sont liés. On les a dénommés "ZEO", qui est un acronyme qui signifie Zamenhof-Esperanto-Objekto (objet Zamenhof-Esperanto).

## Faits intéressants

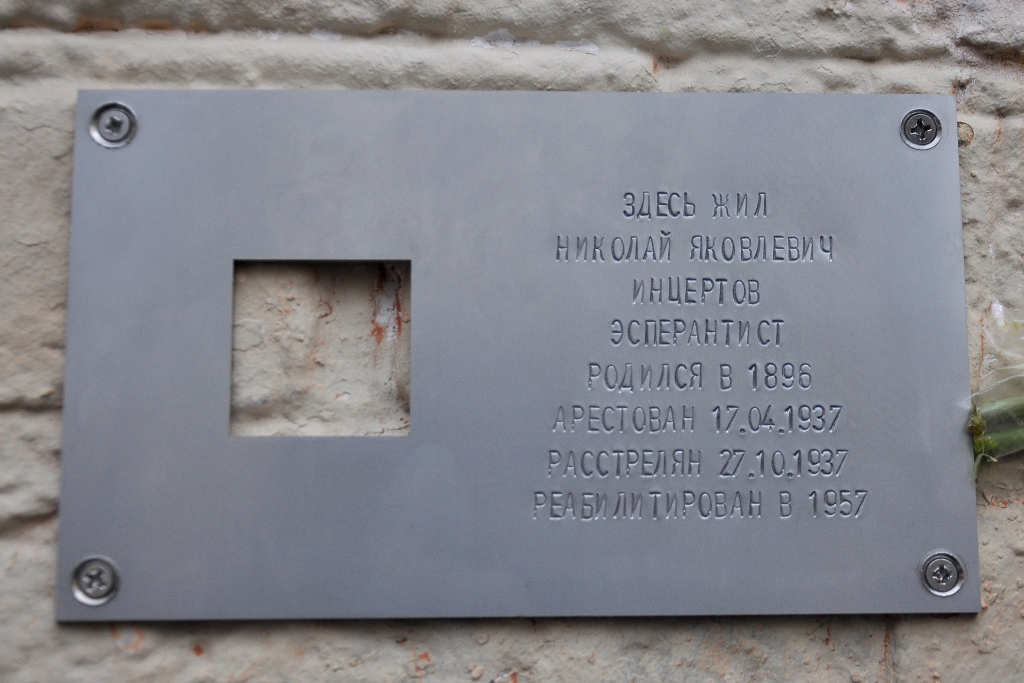
Une plaque commémorative sur la maison de l'un des scientifiques qui a étudié l'espéranto et a été exécuté par le NKVD

L'espéranto, à l'exception de l'Allemagne nazie, fut interdit en Union soviétique sous le règne de Joseph Staline, responsable, entre autres, de l'instauration d'une dictature, de la répression et de l'organisation de la famine de 1932-1933, qui causa la mort de 10 millions de personnes. Les derniers espérantistes en URSS avant la Seconde Guerre mondiale furent exterminés pendant la Grande Terreur en 1937-1938 .